# Lista de asteroides (410001-411000)
Esta é uma lista parcial de asteroides, do asteroide número 410001 até o 411000, inclusive. Veja também o índice com todas as listas disponíveis.

| Objeto Próximos à Terra | Cinturão de asteroides (interno) | Cinturão de asteroides (externo) | Centauro       |
| Cruzador de Marte       | Cinturão de asteroides (meio)    | Troianos de Júpiter              | Transnetuniano |

Veja mais dados de cada asteroide na ligação externa para o Minor Planet Center na última coluna.
Índice: 410001... 410101... 410201... 410301... 410401... 410501... 410601... 410701... 410801... 410901... 

## 410001–410100
| Designação | Designação | Descoberta  | Descoberta        | Descobridor(es)        | Categoria | Mais informações / Referência |
| Permanente | Provisória | Data        | Local             | Descobridor(es)        | Categoria | Mais informações / Referência |
| ---------- | ---------- | ----------- | ----------------- | ---------------------- | --------- | ----------------------------- |
| 410001     | 2006 WV27  | 22 nov 2006 | 7300 Observatory  | W. K. Y. Yeung         | —         | MPC                           |
| 410002     | 2006 WW29  | 24 nov 2006 | Catalina          | CSS                    | —         | MPC                           |
| 410003     | 2006 WY32  | 23 out 2006 | Catalina          | CSS                    | —         | MPC                           |
| 410004     | 2006 WO37  | 16 nov 2006 | Kitt Peak         | Spacewatch             | —         | MPC                           |
| 410005     | 2006 WW37  | 16 nov 2006 | Kitt Peak         | Spacewatch             | —         | MPC                           |
| 410006     | 2006 WE43  | 27 set 2006 | Mount Lemmon      | Mount Lemmon Survey    | —         | MPC                           |
| 410007     | 2006 WZ44  | 27 set 2006 | Mount Lemmon      | Mount Lemmon Survey    | —         | MPC                           |
| 410008     | 2006 WG73  | 31 out 2006 | Mount Lemmon      | Mount Lemmon Survey    | —         | MPC                           |
| 410009     | 2006 WP73  | 18 nov 2006 | Kitt Peak         | Spacewatch             | —         | MPC                           |
| 410010     | 2006 WV76  | 18 nov 2006 | Kitt Peak         | Spacewatch             | —         | MPC                           |
| 410011     | 2006 WL77  | 28 set 2006 | Mount Lemmon      | Mount Lemmon Survey    | —         | MPC                           |
| 410012     | 2006 WX77  | 19 out 2006 | Mount Lemmon      | Mount Lemmon Survey    | —         | MPC                           |
| 410013     | 2006 WM83  | 18 nov 2006 | Kitt Peak         | Spacewatch             | —         | MPC                           |
| 410014     | 2006 WN101 | 4 out 2006  | Mount Lemmon      | Mount Lemmon Survey    | —         | MPC                           |
| 410015     | 2006 WU127 | 18 nov 2006 | Marly             | Naef Obs.              | —         | MPC                           |
| 410016     | 2006 WP149 | 20 nov 2006 | Kitt Peak         | Spacewatch             | —         | MPC                           |
| 410017     | 2006 WO158 | 22 nov 2006 | Socorro           | LINEAR                 | —         | MPC                           |
| 410018     | 2006 WF160 | 22 nov 2006 | Mount Lemmon      | Mount Lemmon Survey    | —         | MPC                           |
| 410019     | 2006 WU173 | 11 nov 2006 | Kitt Peak         | Spacewatch             | —         | MPC                           |
| 410020     | 2006 WT175 | 23 nov 2006 | Kitt Peak         | Spacewatch             | —         | MPC                           |
| 410021     | 2006 WO178 | 24 nov 2006 | 7300 Observatory  | W. K. Y. Yeung         | —         | MPC                           |
| 410022     | 2006 WU189 | 25 nov 2006 | Mount Lemmon      | Mount Lemmon Survey    | —         | MPC                           |
| 410023     | 2006 WN200 | 19 nov 2006 | Kitt Peak         | Spacewatch             | —         | MPC                           |
| 410024     | 2006 WZ203 | 27 nov 2006 | Mount Lemmon      | Mount Lemmon Survey    | —         | MPC                           |
| 410025     | 2006 XO3   | 12 dez 2006 | Eskridge          | Farpoint Obs.          | —         | MPC                           |
| 410026     | 2006 XX9   | 9 dez 2006  | Kitt Peak         | Spacewatch             | —         | MPC                           |
| 410027     | 2006 XX19  | 16 nov 2006 | Mount Lemmon      | Mount Lemmon Survey    | —         | MPC                           |
| 410028     | 2006 XX20  | 27 set 2006 | Mount Lemmon      | Mount Lemmon Survey    | —         | MPC                           |
| 410029     | 2006 XB30  | 14 nov 2006 | Mount Lemmon      | Mount Lemmon Survey    | —         | MPC                           |
| 410030     | 2006 XX30  | 11 nov 2006 | Kitt Peak         | Spacewatch             | —         | MPC                           |
| 410031     | 2006 XL31  | 10 dez 2006 | Kitt Peak         | Spacewatch             | —         | MPC                           |
| 410032     | 2006 XV53  | 22 nov 2006 | Socorro           | LINEAR                 | —         | MPC                           |
| 410033     | 2006 XK55  | 15 dez 2006 | Mount Lemmon      | Mount Lemmon Survey    | Phocaea   | MPC                           |
| 410034     | 2006 XC67  | 22 nov 2006 | Mount Lemmon      | Mount Lemmon Survey    | —         | MPC                           |
| 410035     | 2006 XO68  | 14 dez 2006 | San Marcello      | Pistoia Mountains Obs. | —         | MPC                           |
| 410036     | 2006 YF6   | 17 dez 2006 | Mount Lemmon      | Mount Lemmon Survey    | —         | MPC                           |
| 410037     | 2006 YY8   | 20 dez 2006 | Mount Lemmon      | Mount Lemmon Survey    | —         | MPC                           |
| 410038     | 2006 YX15  | 20 dez 2006 | Mount Lemmon      | Mount Lemmon Survey    | —         | MPC                           |
| 410039     | 2006 YO17  | 31 out 2006 | Mount Lemmon      | Mount Lemmon Survey    | —         | MPC                           |
| 410040     | 2006 YX24  | 9 dez 2006  | Kitt Peak         | Spacewatch             | —         | MPC                           |
| 410041     | 2006 YB34  | 21 dez 2006 | Kitt Peak         | Spacewatch             | —         | MPC                           |
| 410042     | 2006 YN36  | 13 dez 2006 | Kitt Peak         | Spacewatch             | —         | MPC                           |
| 410043     | 2006 YQ43  | 25 dez 2006 | Kitt Peak         | Spacewatch             | —         | MPC                           |
| 410044     | 2006 YS53  | 27 dez 2006 | Mount Lemmon      | Mount Lemmon Survey    | —         | MPC                           |
| 410045     | 2007 AV3   | 8 jan 2007  | Catalina          | CSS                    | —         | MPC                           |
| 410046     | 2007 AP8   | 18 nov 2006 | Mount Lemmon      | Mount Lemmon Survey    | —         | MPC                           |
| 410047     | 2007 AU9   | 25 nov 2006 | Mount Lemmon      | Mount Lemmon Survey    | —         | MPC                           |
| 410048     | 2007 AD11  | 10 jan 2007 | Socorro           | LINEAR                 | —         | MPC                           |
| 410049     | 2007 AL12  | 14 jan 2007 | Bergisch Gladbach | W. Bickel              | Phocaea   | MPC                           |
| 410050     | 2007 AX17  | 14 jan 2007 | Nyukasa           | Mount Nyukasa Stn.     | —         | MPC                           |
| 410051     | 2007 AA25  | 13 dez 2006 | Mount Lemmon      | Mount Lemmon Survey    | —         | MPC                           |
| 410052     | 2007 AO25  | 15 jan 2007 | Anderson Mesa     | LONEOS                 | —         | MPC                           |
| 410053     | 2007 AJ27  | 10 jan 2007 | Mount Lemmon      | Mount Lemmon Survey    | —         | MPC                           |
| 410054     | 2007 AP29  | 10 jan 2007 | Mount Lemmon      | Mount Lemmon Survey    | —         | MPC                           |
| 410055     | 2007 BT15  | 17 jan 2007 | Kitt Peak         | Spacewatch             | —         | MPC                           |
| 410056     | 2007 BW19  | 23 jan 2007 | Socorro           | LINEAR                 | —         | MPC                           |
| 410057     | 2007 BQ21  | 24 jan 2007 | Socorro           | LINEAR                 | —         | MPC                           |
| 410058     | 2007 BK30  | 24 dez 2006 | Catalina          | CSS                    | —         | MPC                           |
| 410059     | 2007 BN48  | 26 jan 2007 | Kitt Peak         | Spacewatch             | —         | MPC                           |
| 410060     | 2007 BE54  | 24 jan 2007 | Kitt Peak         | Spacewatch             | —         | MPC                           |
| 410061     | 2007 BS59  | 25 jan 2007 | Catalina          | CSS                    | —         | MPC                           |
| 410062     | 2007 BH65  | 27 jan 2007 | Mount Lemmon      | Mount Lemmon Survey    | —         | MPC                           |
| 410063     | 2007 BU69  | 27 jan 2007 | Mount Lemmon      | Mount Lemmon Survey    | —         | MPC                           |
| 410064     | 2007 BD73  | 28 jan 2007 | Mayhill           | A. Lowe                | —         | MPC                           |
| 410065     | 2007 BK77  | 17 jan 2007 | Kitt Peak         | Spacewatch             | —         | MPC                           |
| 410066     | 2007 CT2   | 6 fev 2007  | Kitt Peak         | Spacewatch             | —         | MPC                           |
| 410067     | 2007 CV4   | 6 fev 2007  | Mount Lemmon      | Mount Lemmon Survey    | —         | MPC                           |
| 410068     | 2007 CJ6   | 6 fev 2007  | Kitt Peak         | Spacewatch             | —         | MPC                           |
| 410069     | 2007 CP6   | 27 nov 2006 | Mount Lemmon      | Mount Lemmon Survey    | —         | MPC                           |
| 410070     | 2007 CL43  | 27 jan 2007 | Kitt Peak         | Spacewatch             | —         | MPC                           |
| 410071     | 2007 CY48  | 10 fev 2007 | Mount Lemmon      | Mount Lemmon Survey    | —         | MPC                           |
| 410072     | 2007 CA53  | 13 fev 2007 | Socorro           | LINEAR                 | —         | MPC                           |
| 410073     | 2007 CH55  | 10 fev 2007 | Mount Lemmon      | Mount Lemmon Survey    | —         | MPC                           |
| 410074     | 2007 CM58  | 10 fev 2007 | Palomar           | NEAT                   | —         | MPC                           |
| 410075     | 2007 CB60  | 10 fev 2007 | Catalina          | CSS                    | —         | MPC                           |
| 410076     | 2007 DH2   | 16 fev 2007 | Catalina          | CSS                    | —         | MPC                           |
| 410077     | 2007 DK3   | 16 fev 2007 | Catalina          | CSS                    | —         | MPC                           |
| 410078     | 2007 DJ15  | 27 nov 2006 | Mount Lemmon      | Mount Lemmon Survey    | —         | MPC                           |
| 410079     | 2007 DP59  | 24 dez 2006 | Kitt Peak         | Spacewatch             | —         | MPC                           |
| 410080     | 2007 DQ65  | 21 fev 2007 | Kitt Peak         | Spacewatch             | —         | MPC                           |
| 410081     | 2007 DM90  | 23 fev 2007 | Kitt Peak         | Spacewatch             | —         | MPC                           |
| 410082     | 2007 DW97  | 23 fev 2007 | Kitt Peak         | Spacewatch             | —         | MPC                           |
| 410083     | 2007 DJ100 | 25 fev 2007 | Kitt Peak         | Spacewatch             | —         | MPC                           |
| 410084     | 2007 DJ102 | 27 jan 2007 | Mount Lemmon      | Mount Lemmon Survey    | —         | MPC                           |
| 410085     | 2007 DP107 | 22 fev 2007 | Mount Graham      | VATT                   | —         | MPC                           |
| 410086     | 2007 DD112 | 26 fev 2007 | Mount Lemmon      | Mount Lemmon Survey    | —         | MPC                           |
| 410087     | 2007 DN113 | 21 fev 2007 | Mount Lemmon      | Mount Lemmon Survey    | —         | MPC                           |
| 410088     | 2007 EJ    | 9 mar 2007  | Mount Lemmon      | Mount Lemmon Survey    | —         | MPC                           |
| 410089     | 2007 EG13  | 9 mar 2007  | Mount Lemmon      | Mount Lemmon Survey    | —         | MPC                           |
| 410090     | 2007 EV21  | 23 fev 2007 | Mount Lemmon      | Mount Lemmon Survey    | —         | MPC                           |
| 410091     | 2007 EZ42  | 25 fev 2007 | Mount Lemmon      | Mount Lemmon Survey    | —         | MPC                           |
| 410092     | 2007 EG52  | 11 mar 2007 | Catalina          | CSS                    | —         | MPC                           |
| 410093     | 2007 EH57  | 27 fev 2007 | Kitt Peak         | Spacewatch             | —         | MPC                           |
| 410094     | 2007 EQ57  | 9 mar 2007  | Kitt Peak         | Spacewatch             | —         | MPC                           |
| 410095     | 2007 EX65  | 10 mar 2007 | Kitt Peak         | Spacewatch             | —         | MPC                           |
| 410096     | 2007 ET81  | 11 mar 2007 | Kitt Peak         | Spacewatch             | —         | MPC                           |
| 410097     | 2007 EC86  | 12 mar 2007 | Mount Lemmon      | Mount Lemmon Survey    | —         | MPC                           |
| 410098     | 2007 EM105 | 11 mar 2007 | Mount Lemmon      | Mount Lemmon Survey    | —         | MPC                           |
| 410099     | 2007 ET105 | 26 fev 2007 | Mount Lemmon      | Mount Lemmon Survey    | —         | MPC                           |
| 410100     | 2007 EB120 | 13 mar 2007 | Mount Lemmon      | Mount Lemmon Survey    | —         | MPC                           |

## 410101–410200
| Designação | Designação | Descoberta  | Descoberta        | Descobridor(es)       | Categoria | Mais informações / Referência |
| Permanente | Provisória | Data        | Local             | Descobridor(es)       | Categoria | Mais informações / Referência |
| ---------- | ---------- | ----------- | ----------------- | --------------------- | --------- | ----------------------------- |
| 410101     | 2007 EF120 | 13 mar 2007 | Mount Lemmon      | Mount Lemmon Survey   | Brangane  | MPC                           |
| 410102     | 2007 EG127 | 9 mar 2007  | Palomar           | NEAT                  | —         | MPC                           |
| 410103     | 2007 EC130 | 9 mar 2007  | Mount Lemmon      | Mount Lemmon Survey   | —         | MPC                           |
| 410104     | 2007 EJ130 | 20 dez 2006 | Mount Lemmon      | Mount Lemmon Survey   | —         | MPC                           |
| 410105     | 2007 ES138 | 12 mar 2007 | Kitt Peak         | Spacewatch            | —         | MPC                           |
| 410106     | 2007 EM148 | 23 set 2005 | Kitt Peak         | Spacewatch            | —         | MPC                           |
| 410107     | 2007 EW172 | 14 mar 2007 | Kitt Peak         | Spacewatch            | Brangane  | MPC                           |
| 410108     | 2007 EG189 | 13 mar 2007 | Mount Lemmon      | Mount Lemmon Survey   | —         | MPC                           |
| 410109     | 2007 EX191 | 13 mar 2007 | Kitt Peak         | Spacewatch            | —         | MPC                           |
| 410110     | 2007 EV194 | 15 mar 2007 | Kitt Peak         | Spacewatch            | —         | MPC                           |
| 410111     | 2007 EZ196 | 7 out 2004  | Kitt Peak         | Spacewatch            | —         | MPC                           |
| 410112     | 2007 EJ200 | 12 mar 2007 | Catalina          | CSS                   | —         | MPC                           |
| 410113     | 2007 ET217 | 13 mar 2007 | Kitt Peak         | Spacewatch            | —         | MPC                           |
| 410114     | 2007 EC218 | 9 mar 2007  | Mount Lemmon      | Mount Lemmon Survey   | —         | MPC                           |
| 410115     | 2007 EW218 | 11 mar 2007 | Mount Lemmon      | Mount Lemmon Survey   | —         | MPC                           |
| 410116     | 2007 EG220 | 13 mar 2007 | Mount Lemmon      | Mount Lemmon Survey   | —         | MPC                           |
| 410117     | 2007 FU    | 16 mar 2007 | Kitt Peak         | Spacewatch            | —         | MPC                           |
| 410118     | 2007 FU9   | 16 mar 2007 | Kitt Peak         | Spacewatch            | —         | MPC                           |
| 410119     | 2007 FJ25  | 26 fev 2007 | Mount Lemmon      | Mount Lemmon Survey   | —         | MPC                           |
| 410120     | 2007 FF31  | 13 mar 2007 | Kitt Peak         | Spacewatch            | Brangane  | MPC                           |
| 410121     | 2007 FO33  | 27 fev 2007 | Kitt Peak         | Spacewatch            | —         | MPC                           |
| 410122     | 2007 FO36  | 26 mar 2007 | Mount Lemmon      | Mount Lemmon Survey   | —         | MPC                           |
| 410123     | 2007 FW48  | 26 mar 2007 | Kitt Peak         | Spacewatch            | Brangane  | MPC                           |
| 410124     | 2007 FY48  | 26 mar 2007 | Mount Lemmon      | Mount Lemmon Survey   | —         | MPC                           |
| 410125     | 2007 FK50  | 25 mar 2007 | Mount Lemmon      | Mount Lemmon Survey   | Brangane  | MPC                           |
| 410126     | 2007 GU7   | 13 mar 2007 | Kitt Peak         | Spacewatch            | —         | MPC                           |
| 410127     | 2007 GL9   | 26 mar 2007 | Kitt Peak         | Spacewatch            | —         | MPC                           |
| 410128     | 2007 GG11  | 13 mar 2007 | Kitt Peak         | Spacewatch            | —         | MPC                           |
| 410129     | 2007 GM16  | 11 abr 2007 | Kitt Peak         | Spacewatch            | —         | MPC                           |
| 410130     | 2007 GK18  | 11 abr 2007 | Catalina          | CSS                   | —         | MPC                           |
| 410131     | 2007 GS52  | 14 abr 2007 | Kitt Peak         | Spacewatch            | —         | MPC                           |
| 410132     | 2007 GC53  | 14 abr 2007 | Mount Lemmon      | Mount Lemmon Survey   | —         | MPC                           |
| 410133     | 2007 GU58  | 15 abr 2007 | Mount Lemmon      | Mount Lemmon Survey   | —         | MPC                           |
| 410134     | 2007 GH65  | 15 abr 2007 | Kitt Peak         | Spacewatch            | —         | MPC                           |
| 410135     | 2007 GU67  | 15 abr 2007 | Kitt Peak         | Spacewatch            | —         | MPC                           |
| 410136     | 2007 HU4   | 17 abr 2007 | Črni Vrh          | Črni Vrh              | Brangane  | MPC                           |
| 410137     | 2007 HM18  | 16 abr 2007 | Mount Lemmon      | Mount Lemmon Survey   | —         | MPC                           |
| 410138     | 2007 HZ21  | 18 abr 2007 | Kitt Peak         | Spacewatch            | —         | MPC                           |
| 410139     | 2007 HQ24  | 16 set 2003 | Kitt Peak         | Spacewatch            | —         | MPC                           |
| 410140     | 2007 HK26  | 18 abr 2007 | Kitt Peak         | Spacewatch            | —         | MPC                           |
| 410141     | 2007 HU26  | 18 abr 2007 | Mount Lemmon      | Mount Lemmon Survey   | —         | MPC                           |
| 410142     | 2007 HD28  | 18 abr 2007 | Kitt Peak         | Spacewatch            | —         | MPC                           |
| 410143     | 2007 HC29  | 19 abr 2007 | Mount Lemmon      | Mount Lemmon Survey   | —         | MPC                           |
| 410144     | 2007 HN34  | 19 abr 2007 | Kitt Peak         | Spacewatch            | Brangane  | MPC                           |
| 410145     | 2007 HV34  | 11 abr 2007 | Kitt Peak         | Spacewatch            | —         | MPC                           |
| 410146     | 2007 HX35  | 15 abr 2007 | Kitt Peak         | Spacewatch            | —         | MPC                           |
| 410147     | 2007 HV41  | 23 fev 2007 | Catalina          | CSS                   | —         | MPC                           |
| 410148     | 2007 HV43  | 22 abr 2007 | Mount Lemmon      | Mount Lemmon Survey   | —         | MPC                           |
| 410149     | 2007 HA46  | 19 abr 2007 | Mount Lemmon      | Mount Lemmon Survey   | —         | MPC                           |
| 410150     | 2007 HE49  | 20 abr 2007 | Kitt Peak         | Spacewatch            | —         | MPC                           |
| 410151     | 2007 HV52  | 20 abr 2007 | Kitt Peak         | Spacewatch            | —         | MPC                           |
| 410152     | 2007 HL54  | 22 abr 2007 | Kitt Peak         | Spacewatch            | Brangane  | MPC                           |
| 410153     | 2007 HR58  | 23 abr 2007 | Mount Lemmon      | Mount Lemmon Survey   | —         | MPC                           |
| 410154     | 2007 HK65  | 22 abr 2007 | Catalina          | CSS                   | —         | MPC                           |
| 410155     | 2007 HC69  | 24 abr 2007 | Kitt Peak         | Spacewatch            | —         | MPC                           |
| 410156     | 2007 HO97  | 19 abr 2007 | Mount Lemmon      | Mount Lemmon Survey   | —         | MPC                           |
| 410157     | 2007 JO5   | 9 mai 2007  | Mount Lemmon      | Mount Lemmon Survey   | Brangane  | MPC                           |
| 410158     | 2007 JE20  | 11 mai 2007 | Mount Lemmon      | Mount Lemmon Survey   | —         | MPC                           |
| 410159     | 2007 JA45  | 11 mai 2007 | Mount Lemmon      | Mount Lemmon Survey   | —         | MPC                           |
| 410160     | 2007 KL1   | 17 mai 2007 | Kitt Peak         | Spacewatch            | —         | MPC                           |
| 410161     | 2007 KS4   | 24 mai 2007 | Kitt Peak         | Spacewatch            | —         | MPC                           |
| 410162     | 2007 LU2   | 8 jun 2007  | Kitt Peak         | Spacewatch            | —         | MPC                           |
| 410163     | 2007 LK9   | 11 mai 2007 | Mount Lemmon      | Mount Lemmon Survey   | —         | MPC                           |
| 410164     | 2007 LT14  | 10 jun 2007 | Kitt Peak         | Spacewatch            | —         | MPC                           |
| 410165     | 2007 LW24  | 14 jun 2007 | Kitt Peak         | Spacewatch            | Ursula    | MPC                           |
| 410166     | 2007 LU35  | 11 mai 2007 | Kitt Peak         | Spacewatch            | —         | MPC                           |
| 410167     | 2007 ML7   | 18 jun 2007 | Kitt Peak         | Spacewatch            | —         | MPC                           |
| 410168     | 2007 OW10  | 20 jul 2007 | Lulin Observatory | LUSS                  | —         | MPC                           |
| 410169     | 2007 PS13  | 8 ago 2007  | Socorro           | LINEAR                | —         | MPC                           |
| 410170     | 2007 PZ28  | 14 ago 2007 | Siding Spring     | SSS                   | —         | MPC                           |
| 410171     | 2007 PL36  | 13 ago 2007 | Socorro           | LINEAR                | —         | MPC                           |
| 410172     | 2007 PR37  | 13 ago 2007 | Socorro           | LINEAR                | —         | MPC                           |
| 410173     | 2007 PB42  | 9 ago 2007  | Socorro           | LINEAR                | —         | MPC                           |
| 410174     | 2007 PN47  | 2 dez 2004  | Kitt Peak         | Spacewatch            | —         | MPC                           |
| 410175     | 2007 QW6   | 21 ago 2007 | Anderson Mesa     | LONEOS                | —         | MPC                           |
| 410176     | 2007 QE8   | 21 ago 2007 | Anderson Mesa     | LONEOS                | —         | MPC                           |
| 410177     | 2007 QG10  | 23 ago 2007 | Kitt Peak         | Spacewatch            | —         | MPC                           |
| 410178     | 2007 QF17  | 22 ago 2007 | Socorro           | LINEAR                | —         | MPC                           |
| 410179     | 2007 RZ1   | 2 set 2007  | Siding Spring     | K. Sárneczky, L. Kiss | —         | MPC                           |
| 410180     | 2007 RD6   | 5 set 2007  | Dauban            | Chante-Perdrix Obs.   | —         | MPC                           |
| 410181     | 2007 RL51  | 9 set 2007  | Kitt Peak         | Spacewatch            | —         | MPC                           |
| 410182     | 2007 RA60  | 24 fev 2006 | Kitt Peak         | Spacewatch            | —         | MPC                           |
| 410183     | 2007 RM67  | 10 set 2007 | Mount Lemmon      | Mount Lemmon Survey   | —         | MPC                           |
| 410184     | 2007 RP78  | 10 set 2007 | Mount Lemmon      | Mount Lemmon Survey   | —         | MPC                           |
| 410185     | 2007 RZ80  | 10 set 2007 | Catalina          | CSS                   | —         | MPC                           |
| 410186     | 2007 RH103 | 11 set 2007 | Catalina          | CSS                   | —         | MPC                           |
| 410187     | 2007 RK103 | 2 set 2007  | Catalina          | CSS                   | —         | MPC                           |
| 410188     | 2007 RY106 | 11 set 2007 | Mount Lemmon      | Mount Lemmon Survey   | —         | MPC                           |
| 410189     | 2007 RL109 | 11 set 2007 | Kitt Peak         | Spacewatch            | —         | MPC                           |
| 410190     | 2007 RE114 | 11 set 2007 | Kitt Peak         | Spacewatch            | —         | MPC                           |
| 410191     | 2007 RP117 | 11 set 2007 | Kitt Peak         | Spacewatch            | —         | MPC                           |
| 410192     | 2007 RF128 | 12 set 2007 | Mount Lemmon      | Mount Lemmon Survey   | —         | MPC                           |
| 410193     | 2007 RG133 | 15 set 2007 | Taunus            | E. Schwab, R. Kling   | —         | MPC                           |
| 410194     | 2007 RR138 | 14 set 2007 | Anderson Mesa     | LONEOS                | —         | MPC                           |
| 410195     | 2007 RT147 | 11 set 2007 | XuYi              | PMO NEO               | —         | MPC                           |
| 410196     | 2007 RL150 | 14 set 2007 | Catalina          | CSS                   | —         | MPC                           |
| 410197     | 2007 RS150 | 24 ago 2007 | Kitt Peak         | Spacewatch            | —         | MPC                           |
| 410198     | 2007 RG151 | 7 abr 2003  | Kitt Peak         | Spacewatch            | —         | MPC                           |
| 410199     | 2007 RO163 | 10 set 2007 | Kitt Peak         | Spacewatch            | —         | MPC                           |
| 410200     | 2007 RP175 | 10 set 2007 | Kitt Peak         | Spacewatch            | —         | MPC                           |

## 410201–410300
| Designação | Designação | Descoberta  | Descoberta       | Descobridor(es)     | Categoria | Mais informações / Referência |
| Permanente | Provisória | Data        | Local            | Descobridor(es)     | Categoria | Mais informações / Referência |
| ---------- | ---------- | ----------- | ---------------- | ------------------- | --------- | ----------------------------- |
| 410201     | 2007 RE191 | 11 set 2007 | Kitt Peak        | Spacewatch          | —         | MPC                           |
| 410202     | 2007 RF200 | 13 set 2007 | Kitt Peak        | Spacewatch          | —         | MPC                           |
| 410203     | 2007 RZ206 | 10 set 2007 | Kitt Peak        | Spacewatch          | —         | MPC                           |
| 410204     | 2007 RK207 | 10 set 2007 | Kitt Peak        | Spacewatch          | —         | MPC                           |
| 410205     | 2007 RM210 | 11 set 2007 | Kitt Peak        | Spacewatch          | —         | MPC                           |
| 410206     | 2007 RT211 | 11 set 2007 | Kitt Peak        | Spacewatch          | —         | MPC                           |
| 410207     | 2007 RS217 | 13 set 2007 | Kitt Peak        | Spacewatch          | —         | MPC                           |
| 410208     | 2007 RP233 | 12 set 2007 | Catalina         | CSS                 | —         | MPC                           |
| 410209     | 2007 RW235 | 12 set 2007 | Mount Lemmon     | Mount Lemmon Survey | —         | MPC                           |
| 410210     | 2007 RM236 | 13 set 2007 | Anderson Mesa    | LONEOS              | —         | MPC                           |
| 410211     | 2007 RC263 | 15 set 2007 | Mount Lemmon     | Mount Lemmon Survey | —         | MPC                           |
| 410212     | 2007 RD265 | 15 set 2007 | Mount Lemmon     | Mount Lemmon Survey | —         | MPC                           |
| 410213     | 2007 RA271 | 15 set 2007 | Kitt Peak        | Spacewatch          | —         | MPC                           |
| 410214     | 2007 RW273 | 15 set 2007 | Kitt Peak        | Spacewatch          | —         | MPC                           |
| 410215     | 2007 RG285 | 13 set 2007 | Mount Lemmon     | Mount Lemmon Survey | Flora     | MPC                           |
| 410216     | 2007 RG288 | 12 set 2007 | Mount Lemmon     | Mount Lemmon Survey | —         | MPC                           |
| 410217     | 2007 RB295 | 14 set 2007 | Mount Lemmon     | Mount Lemmon Survey | —         | MPC                           |
| 410218     | 2007 RK295 | 14 set 2007 | Mount Lemmon     | Mount Lemmon Survey | —         | MPC                           |
| 410219     | 2007 RM310 | 5 set 2007  | Catalina         | CSS                 | —         | MPC                           |
| 410220     | 2007 RX310 | 13 set 2007 | Catalina         | CSS                 | —         | MPC                           |
| 410221     | 2007 RR313 | 12 set 2007 | Catalina         | CSS                 | —         | MPC                           |
| 410222     | 2007 RN319 | 12 set 2007 | Mount Lemmon     | Mount Lemmon Survey | —         | MPC                           |
| 410223     | 2007 RB321 | 13 set 2007 | Socorro          | LINEAR              | —         | MPC                           |
| 410224     | 2007 SA7   | 18 set 2007 | Mount Lemmon     | Mount Lemmon Survey | —         | MPC                           |
| 410225     | 2007 SN15  | 10 set 2007 | Mount Lemmon     | Mount Lemmon Survey | —         | MPC                           |
| 410226     | 2007 SV19  | 18 set 2007 | Mount Lemmon     | Mount Lemmon Survey | —         | MPC                           |
| 410227     | 2007 SA20  | 25 set 2007 | Mount Lemmon     | Mount Lemmon Survey | —         | MPC                           |
| 410228     | 2007 SE20  | 25 set 2007 | Mount Lemmon     | Mount Lemmon Survey | —         | MPC                           |
| 410229     | 2007 TO2   | 2 out 2007  | Majdanak         | Majdanak Obs.       | —         | MPC                           |
| 410230     | 2007 TH8   | 5 out 2007  | Bisei SG Center  | BATTeRS             | —         | MPC                           |
| 410231     | 2007 TO9   | 9 set 2007  | Mount Lemmon     | Mount Lemmon Survey | —         | MPC                           |
| 410232     | 2007 TR15  | 4 out 2007  | Catalina         | CSS                 | —         | MPC                           |
| 410233     | 2007 TU16  | 20 set 2007 | Catalina         | CSS                 | —         | MPC                           |
| 410234     | 2007 TM18  | 24 mar 2006 | Kitt Peak        | Spacewatch          | —         | MPC                           |
| 410235     | 2007 TL24  | 11 set 2007 | Kitt Peak        | Spacewatch          | —         | MPC                           |
| 410236     | 2007 TN25  | 4 out 2007  | Kitt Peak        | Spacewatch          | —         | MPC                           |
| 410237     | 2007 TQ28  | 4 out 2007  | Kitt Peak        | Spacewatch          | —         | MPC                           |
| 410238     | 2007 TP33  | 6 out 2007  | Kitt Peak        | Spacewatch          | —         | MPC                           |
| 410239     | 2007 TJ34  | 6 out 2007  | Kitt Peak        | Spacewatch          | —         | MPC                           |
| 410240     | 2007 TG39  | 6 out 2007  | Kitt Peak        | Spacewatch          | —         | MPC                           |
| 410241     | 2007 TP42  | 7 out 2007  | Mount Lemmon     | Mount Lemmon Survey | —         | MPC                           |
| 410242     | 2007 TD44  | 7 out 2007  | Kitt Peak        | Spacewatch          | —         | MPC                           |
| 410243     | 2007 TN61  | 7 out 2007  | Mount Lemmon     | Mount Lemmon Survey | —         | MPC                           |
| 410244     | 2007 TH63  | 7 out 2007  | Mount Lemmon     | Mount Lemmon Survey | —         | MPC                           |
| 410245     | 2007 TN64  | 25 mar 2006 | Kitt Peak        | Spacewatch          | —         | MPC                           |
| 410246     | 2007 TL67  | 7 out 2007  | Catalina         | CSS                 | —         | MPC                           |
| 410247     | 2007 TB72  | 14 out 2007 | Bergisch Gladbac | W. Bickel           | —         | MPC                           |
| 410248     | 2007 TY72  | 12 out 2007 | Socorro          | LINEAR              | —         | MPC                           |
| 410249     | 2007 TX80  | 7 out 2007  | Mount Lemmon     | Mount Lemmon Survey | —         | MPC                           |
| 410250     | 2007 TF93  | 6 out 2007  | Kitt Peak        | Spacewatch          | —         | MPC                           |
| 410251     | 2007 TE95  | 7 out 2007  | Catalina         | CSS                 | —         | MPC                           |
| 410252     | 2007 TB106 | 25 set 2007 | Mount Lemmon     | Mount Lemmon Survey | —         | MPC                           |
| 410253     | 2007 TA109 | 7 out 2007  | Catalina         | CSS                 | —         | MPC                           |
| 410254     | 2007 TH111 | 8 out 2007  | Catalina         | CSS                 | Flora     | MPC                           |
| 410255     | 2007 TV111 | 8 out 2007  | Catalina         | CSS                 | —         | MPC                           |
| 410256     | 2007 TY111 | 8 out 2007  | Catalina         | CSS                 | —         | MPC                           |
| 410257     | 2007 TY115 | 8 out 2007  | Mount Lemmon     | Mount Lemmon Survey | —         | MPC                           |
| 410258     | 2007 TN116 | 9 out 2007  | Kitt Peak        | Spacewatch          | Flora     | MPC                           |
| 410259     | 2007 TQ120 | 4 out 2007  | Kitt Peak        | Spacewatch          | —         | MPC                           |
| 410260     | 2007 TS120 | 4 out 2007  | Kitt Peak        | Spacewatch          | —         | MPC                           |
| 410261     | 2007 TK121 | 5 out 2007  | Kitt Peak        | Spacewatch          | —         | MPC                           |
| 410262     | 2007 TX124 | 15 set 2007 | Mount Lemmon     | Mount Lemmon Survey | —         | MPC                           |
| 410263     | 2007 TF131 | 7 out 2007  | Mount Lemmon     | Mount Lemmon Survey | —         | MPC                           |
| 410264     | 2007 TR133 | 6 out 2007  | Socorro          | LINEAR              | —         | MPC                           |
| 410265     | 2007 TS134 | 8 out 2007  | Kitt Peak        | Spacewatch          | —         | MPC                           |
| 410266     | 2007 TU135 | 8 out 2007  | Kitt Peak        | Spacewatch          | —         | MPC                           |
| 410267     | 2007 TV141 | 9 out 2007  | Mount Lemmon     | Mount Lemmon Survey | Flora     | MPC                           |
| 410268     | 2007 TJ142 | 8 out 2007  | Catalina         | CSS                 | —         | MPC                           |
| 410269     | 2007 TB147 | 7 out 2007  | Socorro          | LINEAR              | —         | MPC                           |
| 410270     | 2007 TB148 | 15 jan 2005 | Socorro          | LINEAR              | —         | MPC                           |
| 410271     | 2007 TZ151 | 2 out 1997  | Caussols         | ODAS                | —         | MPC                           |
| 410272     | 2007 TN155 | 9 out 2007  | Socorro          | LINEAR              | —         | MPC                           |
| 410273     | 2007 TB160 | 7 out 2007  | Kitt Peak        | Spacewatch          | —         | MPC                           |
| 410274     | 2007 TX160 | 9 out 2007  | Socorro          | LINEAR              | —         | MPC                           |
| 410275     | 2007 TH164 | 13 set 2007 | Mount Lemmon     | Mount Lemmon Survey | Mitidika  | MPC                           |
| 410276     | 2007 TE172 | 8 set 2007  | Mount Lemmon     | Mount Lemmon Survey | —         | MPC                           |
| 410277     | 2007 TJ176 | 5 out 2007  | Kitt Peak        | Spacewatch          | —         | MPC                           |
| 410278     | 2007 TZ176 | 6 out 2007  | Kitt Peak        | Spacewatch          | —         | MPC                           |
| 410279     | 2007 TV182 | 8 out 2007  | Mount Lemmon     | Mount Lemmon Survey | —         | MPC                           |
| 410280     | 2007 TH195 | 7 out 2007  | Mount Lemmon     | Mount Lemmon Survey | —         | MPC                           |
| 410281     | 2007 TD196 | 7 out 2007  | Mount Lemmon     | Mount Lemmon Survey | —         | MPC                           |
| 410282     | 2007 TR201 | 8 out 2007  | Mount Lemmon     | Mount Lemmon Survey | —         | MPC                           |
| 410283     | 2007 TH202 | 8 out 2007  | Kitt Peak        | Spacewatch          | —         | MPC                           |
| 410284     | 2007 TA203 | 8 out 2007  | Mount Lemmon     | Mount Lemmon Survey | Mitidika  | MPC                           |
| 410285     | 2007 TD211 | 25 set 2007 | Mount Lemmon     | Mount Lemmon Survey | —         | MPC                           |
| 410286     | 2007 TB213 | 7 out 2007  | Kitt Peak        | Spacewatch          | —         | MPC                           |
| 410287     | 2007 TQ215 | 7 out 2007  | Kitt Peak        | Spacewatch          | —         | MPC                           |
| 410288     | 2007 TP221 | 9 out 2007  | Kitt Peak        | Spacewatch          | —         | MPC                           |
| 410289     | 2007 TJ227 | 8 out 2007  | Kitt Peak        | Spacewatch          | —         | MPC                           |
| 410290     | 2007 TK229 | 9 set 2007  | Mount Lemmon     | Mount Lemmon Survey | —         | MPC                           |
| 410291     | 2007 TM237 | 9 out 2007  | Mount Lemmon     | Mount Lemmon Survey | —         | MPC                           |
| 410292     | 2007 TU253 | 8 out 2007  | Mount Lemmon     | Mount Lemmon Survey | —         | MPC                           |
| 410293     | 2007 TE263 | 10 out 2007 | Kitt Peak        | Spacewatch          | —         | MPC                           |
| 410294     | 2007 TP275 | 12 set 2007 | Anderson Mesa    | LONEOS              | —         | MPC                           |
| 410295     | 2007 TP281 | 7 out 2007  | Catalina         | CSS                 | —         | MPC                           |
| 410296     | 2007 TM310 | 11 out 2007 | Kitt Peak        | Spacewatch          | —         | MPC                           |
| 410297     | 2007 TJ317 | 12 out 2007 | Kitt Peak        | Spacewatch          | —         | MPC                           |
| 410298     | 2007 TG328 | 11 out 2007 | Kitt Peak        | Spacewatch          | —         | MPC                           |
| 410299     | 2007 TC337 | 12 out 2007 | Kitt Peak        | Spacewatch          | —         | MPC                           |
| 410300     | 2007 TD346 | 13 out 2007 | Mount Lemmon     | Mount Lemmon Survey | —         | MPC                           |

## 410301–410400
| Designação | Designação | Descoberta  | Descoberta    | Descobridor(es)       | Categoria | Mais informações / Referência |
| Permanente | Provisória | Data        | Local         | Descobridor(es)       | Categoria | Mais informações / Referência |
| ---------- | ---------- | ----------- | ------------- | --------------------- | --------- | ----------------------------- |
| 410301     | 2007 TW352 | 14 out 2007 | Mount Lemmon  | Mount Lemmon Survey   | —         | MPC                           |
| 410302     | 2007 TR361 | 9 out 2007  | Anderson Mesa | LONEOS                | —         | MPC                           |
| 410303     | 2007 TY361 | 14 out 2007 | Mount Lemmon  | Mount Lemmon Survey   | —         | MPC                           |
| 410304     | 2007 TW362 | 14 out 2007 | Mount Lemmon  | Mount Lemmon Survey   | —         | MPC                           |
| 410305     | 2007 TO369 | 11 out 2007 | Kitt Peak     | Spacewatch            | —         | MPC                           |
| 410306     | 2007 TX381 | 14 out 2007 | Kitt Peak     | Spacewatch            | —         | MPC                           |
| 410307     | 2007 TX383 | 14 out 2007 | Kitt Peak     | Spacewatch            | Mitidika  | MPC                           |
| 410308     | 2007 TM386 | 15 out 2007 | Catalina      | CSS                   | —         | MPC                           |
| 410309     | 2007 TT400 | 18 set 2007 | Mount Lemmon  | Mount Lemmon Survey   | —         | MPC                           |
| 410310     | 2007 TU402 | 15 out 2007 | Mount Lemmon  | Mount Lemmon Survey   | —         | MPC                           |
| 410311     | 2007 TK404 | 17 mar 2005 | Kitt Peak     | Spacewatch            | —         | MPC                           |
| 410312     | 2007 TZ408 | 15 out 2007 | Catalina      | CSS                   | —         | MPC                           |
| 410313     | 2007 TL410 | 13 out 2007 | Catalina      | CSS                   | —         | MPC                           |
| 410314     | 2007 TE425 | 8 out 2007  | Kitt Peak     | Spacewatch            | —         | MPC                           |
| 410315     | 2007 TH425 | 8 out 2007  | Mount Lemmon  | Mount Lemmon Survey   | Flora     | MPC                           |
| 410316     | 2007 TT428 | 11 out 2007 | Kitt Peak     | Spacewatch            | —         | MPC                           |
| 410317     | 2007 TH434 | 8 out 2007  | Anderson Mesa | LONEOS                | —         | MPC                           |
| 410318     | 2007 TY434 | 12 out 2007 | Catalina      | CSS                   | —         | MPC                           |
| 410319     | 2007 TP435 | 14 out 2007 | Kitt Peak     | Spacewatch            | —         | MPC                           |
| 410320     | 2007 TG441 | 8 out 2007  | Catalina      | CSS                   | —         | MPC                           |
| 410321     | 2007 TT452 | 12 out 2007 | Mount Lemmon  | Mount Lemmon Survey   | —         | MPC                           |
| 410322     | 2007 TE453 | 15 out 2007 | Mount Lemmon  | Mount Lemmon Survey   | Mitidika  | MPC                           |
| 410323     | 2007 UK2   | 18 out 2007 | Mayhill       | A. Lowe               | —         | MPC                           |
| 410324     | 2007 UX6   | 20 out 2007 | Siding Spring | K. Sárneczky, L. Kiss | —         | MPC                           |
| 410325     | 2007 UX9   | 8 out 2007  | Anderson Mesa | LONEOS                | —         | MPC                           |
| 410326     | 2007 UQ11  | 19 out 2007 | Socorro       | LINEAR                | —         | MPC                           |
| 410327     | 2007 UT12  | 16 out 2007 | Kleť          | Kleť Obs.             | Mitidika  | MPC                           |
| 410328     | 2007 UQ21  | 16 out 2007 | Kitt Peak     | Spacewatch            | —         | MPC                           |
| 410329     | 2007 UL22  | 15 set 2007 | Mount Lemmon  | Mount Lemmon Survey   | —         | MPC                           |
| 410330     | 2007 US29  | 9 out 2007  | Mount Lemmon  | Mount Lemmon Survey   | —         | MPC                           |
| 410331     | 2007 UR47  | 19 out 2007 | Catalina      | CSS                   | —         | MPC                           |
| 410332     | 2007 UP50  | 24 out 2007 | Mount Lemmon  | Mount Lemmon Survey   | —         | MPC                           |
| 410333     | 2007 US52  | 24 out 2007 | Mount Lemmon  | Mount Lemmon Survey   | —         | MPC                           |
| 410334     | 2007 UB57  | 10 set 2007 | Mount Lemmon  | Mount Lemmon Survey   | —         | MPC                           |
| 410335     | 2007 UQ61  | 30 out 2007 | Kitt Peak     | Spacewatch            | —         | MPC                           |
| 410336     | 2007 UO65  | 31 out 2007 | Catalina      | CSS                   | —         | MPC                           |
| 410337     | 2007 UW67  | 30 out 2007 | Mount Lemmon  | Mount Lemmon Survey   | —         | MPC                           |
| 410338     | 2007 US73  | 31 out 2007 | Mount Lemmon  | Mount Lemmon Survey   | —         | MPC                           |
| 410339     | 2007 UV75  | 31 out 2007 | Mount Lemmon  | Mount Lemmon Survey   | —         | MPC                           |
| 410340     | 2007 UZ76  | 31 out 2007 | Mount Lemmon  | Mount Lemmon Survey   | —         | MPC                           |
| 410341     | 2007 UB79  | 18 set 2007 | Mount Lemmon  | Mount Lemmon Survey   | —         | MPC                           |
| 410342     | 2007 UX89  | 21 out 2007 | Kitt Peak     | Spacewatch            | —         | MPC                           |
| 410343     | 2007 UT90  | 30 out 2007 | Mount Lemmon  | Mount Lemmon Survey   | Mitidika  | MPC                           |
| 410344     | 2007 UM103 | 17 out 2007 | Mount Lemmon  | Mount Lemmon Survey   | —         | MPC                           |
| 410345     | 2007 UR103 | 2 out 2003  | Kitt Peak     | Spacewatch            | —         | MPC                           |
| 410346     | 2007 UX105 | 30 out 2007 | Kitt Peak     | Spacewatch            | —         | MPC                           |
| 410347     | 2007 UA120 | 30 out 2007 | Mount Lemmon  | Mount Lemmon Survey   | —         | MPC                           |
| 410348     | 2007 UF124 | 4 out 2007  | Kitt Peak     | Spacewatch            | —         | MPC                           |
| 410349     | 2007 UZ128 | 30 out 2007 | Kitt Peak     | Spacewatch            | —         | MPC                           |
| 410350     | 2007 UD135 | 31 out 2007 | Kitt Peak     | Spacewatch            | —         | MPC                           |
| 410351     | 2007 VJ5   | 3 nov 2007  | Dauban        | Chante-Perdrix Obs.   | —         | MPC                           |
| 410352     | 2007 VC11  | 2 nov 2007  | Kitt Peak     | Spacewatch            | —         | MPC                           |
| 410353     | 2007 VE11  | 2 nov 2007  | Mount Lemmon  | Mount Lemmon Survey   | —         | MPC                           |
| 410354     | 2007 VK12  | 22 ago 2007 | Anderson Mesa | LONEOS                | —         | MPC                           |
| 410355     | 2007 VP29  | 5 nov 2007  | Kitt Peak     | Spacewatch            | —         | MPC                           |
| 410356     | 2007 VW29  | 1 nov 2007  | Kitt Peak     | Spacewatch            | —         | MPC                           |
| 410357     | 2007 VW43  | 1 nov 2007  | Kitt Peak     | Spacewatch            | —         | MPC                           |
| 410358     | 2007 VW48  | 1 nov 2007  | Kitt Peak     | Spacewatch            | —         | MPC                           |
| 410359     | 2007 VL51  | 1 nov 2007  | Kitt Peak     | Spacewatch            | —         | MPC                           |
| 410360     | 2007 VY51  | 1 nov 2007  | Kitt Peak     | Spacewatch            | —         | MPC                           |
| 410361     | 2007 VT54  | 1 nov 2007  | Kitt Peak     | Spacewatch            | —         | MPC                           |
| 410362     | 2007 VN61  | 1 nov 2007  | Kitt Peak     | Spacewatch            | —         | MPC                           |
| 410363     | 2007 VG64  | 1 nov 2007  | Kitt Peak     | Spacewatch            | —         | MPC                           |
| 410364     | 2007 VM76  | 3 nov 2007  | Kitt Peak     | Spacewatch            | —         | MPC                           |
| 410365     | 2007 VY81  | 6 out 2007  | Kitt Peak     | Spacewatch            | —         | MPC                           |
| 410366     | 2007 VV90  | 5 nov 2007  | Kitt Peak     | Spacewatch            | —         | MPC                           |
| 410367     | 2007 VZ144 | 4 nov 2007  | Kitt Peak     | Spacewatch            | —         | MPC                           |
| 410368     | 2007 VQ145 | 4 nov 2007  | Kitt Peak     | Spacewatch            | —         | MPC                           |
| 410369     | 2007 VP150 | 4 out 2007  | Kitt Peak     | Spacewatch            | —         | MPC                           |
| 410370     | 2007 VN153 | 4 nov 2007  | Kitt Peak     | Spacewatch            | —         | MPC                           |
| 410371     | 2007 VQ156 | 5 nov 2007  | Mount Lemmon  | Mount Lemmon Survey   | —         | MPC                           |
| 410372     | 2007 VC158 | 20 out 2007 | Mount Lemmon  | Mount Lemmon Survey   | —         | MPC                           |
| 410373     | 2007 VL168 | 15 set 2007 | Mount Lemmon  | Mount Lemmon Survey   | —         | MPC                           |
| 410374     | 2007 VD176 | 8 out 2007  | Mount Lemmon  | Mount Lemmon Survey   | Juno      | MPC                           |
| 410375     | 2007 VP180 | 7 nov 2007  | Catalina      | CSS                   | —         | MPC                           |
| 410376     | 2007 VE198 | 8 nov 2007  | Mount Lemmon  | Mount Lemmon Survey   | —         | MPC                           |
| 410377     | 2007 VK216 | 9 nov 2007  | Kitt Peak     | Spacewatch            | —         | MPC                           |
| 410378     | 2007 VW216 | 1 nov 2007  | Kitt Peak     | Spacewatch            | —         | MPC                           |
| 410379     | 2007 VL220 | 9 nov 2007  | Kitt Peak     | Spacewatch            | —         | MPC                           |
| 410380     | 2007 VO237 | 11 nov 2007 | Mount Lemmon  | Mount Lemmon Survey   | —         | MPC                           |
| 410381     | 2007 VF238 | 14 set 2007 | Mount Lemmon  | Mount Lemmon Survey   | —         | MPC                           |
| 410382     | 2007 VT267 | 7 nov 2007  | Socorro       | LINEAR                | —         | MPC                           |
| 410383     | 2007 VO268 | 8 out 2007  | Kitt Peak     | Spacewatch            | —         | MPC                           |
| 410384     | 2007 VK275 | 16 out 2007 | Mount Lemmon  | Mount Lemmon Survey   | —         | MPC                           |
| 410385     | 2007 VG276 | 13 nov 2007 | Mount Lemmon  | Mount Lemmon Survey   | —         | MPC                           |
| 410386     | 2007 VJ282 | 14 nov 2007 | Kitt Peak     | Spacewatch            | Juno      | MPC                           |
| 410387     | 2007 VC287 | 2 nov 2007  | Mount Lemmon  | Mount Lemmon Survey   | —         | MPC                           |
| 410388     | 2007 VT310 | 11 nov 2007 | Mount Lemmon  | Mount Lemmon Survey   | Mitidika  | MPC                           |
| 410389     | 2007 VJ312 | 3 nov 2007  | Mount Lemmon  | Mount Lemmon Survey   | —         | MPC                           |
| 410390     | 2007 VU324 | 8 nov 2007  | Catalina      | CSS                   | —         | MPC                           |
| 410391     | 2007 WV    | 17 nov 2007 | La Sagra      | Mallorca Obs.         | Juno      | MPC                           |
| 410392     | 2007 WD4   | 14 set 2007 | Mount Lemmon  | Mount Lemmon Survey   | —         | MPC                           |
| 410393     | 2007 WR11  | 9 nov 2007  | Catalina      | CSS                   | —         | MPC                           |
| 410394     | 2007 WH20  | 18 nov 2007 | Mount Lemmon  | Mount Lemmon Survey   | —         | MPC                           |
| 410395     | 2007 WN20  | 9 nov 2007  | Mount Lemmon  | Mount Lemmon Survey   | —         | MPC                           |
| 410396     | 2007 WL41  | 24 mai 2006 | Mount Lemmon  | Mount Lemmon Survey   | —         | MPC                           |
| 410397     | 2007 WB46  | 20 nov 2007 | Mount Lemmon  | Mount Lemmon Survey   | —         | MPC                           |
| 410398     | 2007 XX5   | 3 nov 2007  | Mount Lemmon  | Mount Lemmon Survey   | —         | MPC                           |
| 410399     | 2007 XJ9   | 20 out 2003 | Kitt Peak     | Spacewatch            | —         | MPC                           |
| 410400     | 2007 XX20  | 17 nov 2007 | Kitt Peak     | Spacewatch            | —         | MPC                           |

## 410401–410500
| Designação          | Designação | Descoberta  | Descoberta    | Descobridor(es)     | Categoria | Mais informações / Referência |
| Permanente          | Provisória | Data        | Local         | Descobridor(es)     | Categoria | Mais informações / Referência |
| ------------------- | ---------- | ----------- | ------------- | ------------------- | --------- | ----------------------------- |
| 410401              | 2007 XZ21  | 19 nov 2007 | Kitt Peak     | Spacewatch          | —         | MPC                           |
| 410402              | 2007 XR22  | 10 dez 2007 | Socorro       | LINEAR              | —         | MPC                           |
| 410403              | 2007 XT24  | 15 dez 2007 | Saint-Sulpice | B. Christophe       | —         | MPC                           |
| 410404              | 2007 XH30  | 15 dez 2007 | Kitt Peak     | Spacewatch          | Pallas    | MPC                           |
| 410405              | 2007 XR30  | 4 dez 2007  | Mount Lemmon  | Mount Lemmon Survey | Mitidika  | MPC                           |
| 410406              | 2007 XR42  | 15 dez 2007 | Kitt Peak     | Spacewatch          | —         | MPC                           |
| 410407              | 2007 XW51  | 5 dez 2007  | Kitt Peak     | Spacewatch          | —         | MPC                           |
| 410408              | 2007 XP56  | 3 dez 2007  | Kitt Peak     | Spacewatch          | —         | MPC                           |
| 410409              | 2007 YK9   | 16 dez 2007 | Mount Lemmon  | Mount Lemmon Survey | —         | MPC                           |
| 410410              | 2007 YF12  | 17 dez 2007 | Mount Lemmon  | Mount Lemmon Survey | —         | MPC                           |
| 410411              | 2007 YS36  | 3 nov 2007  | Mount Lemmon  | Mount Lemmon Survey | —         | MPC                           |
| 410412              | 2007 YT50  | 28 dez 2007 | Kitt Peak     | Spacewatch          | —         | MPC                           |
| 410413              | 2007 YQ51  | 30 dez 2007 | Kitt Peak     | Spacewatch          | —         | MPC                           |
| 410414              | 2007 YE67  | 31 dez 2007 | Kitt Peak     | Spacewatch          | —         | MPC                           |
| 410415              | 2007 YZ70  | 16 dez 2007 | Socorro       | LINEAR              | —         | MPC                           |
| 410416              | 2008 AY31  | 12 jan 2008 | La Sagra      | Mallorca Obs.       | —         | MPC                           |
| 410417              | 2008 AY33  | 10 jan 2008 | Mount Lemmon  | Mount Lemmon Survey | —         | MPC                           |
| 410418              | 2008 AW34  | 8 nov 2007  | Mount Lemmon  | Mount Lemmon Survey | —         | MPC                           |
| 410419              | 2008 AA36  | 10 jan 2008 | Kitt Peak     | Spacewatch          | —         | MPC                           |
| 410420              | 2008 AZ37  | 10 jan 2008 | Mount Lemmon  | Mount Lemmon Survey | —         | MPC                           |
| 410421              | 2008 AY40  | 19 dez 2007 | Mount Lemmon  | Mount Lemmon Survey | Phocaea   | MPC                           |
| 410422              | 2008 AG44  | 10 jan 2008 | Kitt Peak     | Spacewatch          | —         | MPC                           |
| 410423              | 2008 AV65  | 11 jan 2008 | Kitt Peak     | Spacewatch          | —         | MPC                           |
| 410424              | 2008 AV86  | 11 jan 2008 | Catalina      | CSS                 | —         | MPC                           |
| 410425              | 2008 AH91  | 30 dez 2007 | Kitt Peak     | Spacewatch          | —         | MPC                           |
| 410426              | 2008 AY104 | 15 jan 2008 | Kitt Peak     | Spacewatch          | Mitidika  | MPC                           |
| 410427              | 2008 BH3   | 11 nov 2007 | Mount Lemmon  | Mount Lemmon Survey | —         | MPC                           |
| 410428              | 2008 BJ15  | 29 jan 2008 | Jarnac        | Jarnac Obs.         | —         | MPC                           |
| 410429              | 2008 BQ18  | 30 dez 2007 | Catalina      | CSS                 | —         | MPC                           |
| 410430              | 2008 BC19  | 17 dez 2007 | Kitt Peak     | Spacewatch          | —         | MPC                           |
| 410431              | 2008 BT19  | 30 jan 2008 | Kitt Peak     | Spacewatch          | —         | MPC                           |
| 410432              | 2008 BM25  | 23 out 1995 | Kitt Peak     | Spacewatch          | —         | MPC                           |
| 410433              | 2008 BY30  | 30 jan 2008 | Mount Lemmon  | Mount Lemmon Survey | Mitidika  | MPC                           |
| 410434              | 2008 BZ31  | 30 jan 2008 | Mount Lemmon  | Mount Lemmon Survey | —         | MPC                           |
| 410435              | 2008 BU41  | 30 jan 2008 | Catalina      | CSS                 | —         | MPC                           |
| 410436              | 2008 BX45  | 18 jan 2008 | Kitt Peak     | Spacewatch          | —         | MPC                           |
| 410437              | 2008 BM46  | 30 jan 2008 | Catalina      | CSS                 | —         | MPC                           |
| 410438              | 2008 BA51  | 31 jan 2008 | Mount Lemmon  | Mount Lemmon Survey | —         | MPC                           |
| 410439              | 2008 BL51  | 16 jan 2008 | Mount Lemmon  | Mount Lemmon Survey | —         | MPC                           |
| 410440              | 2008 CX6   | 31 dez 2007 | Kitt Peak     | Spacewatch          | —         | MPC                           |
| 410441              | 2008 CP12  | 3 fev 2008  | Kitt Peak     | Spacewatch          | —         | MPC                           |
| 410442              | 2008 CB23  | 1 fev 2008  | Kitt Peak     | Spacewatch          | —         | MPC                           |
| 410443              | 2008 CF30  | 2 fev 2008  | Kitt Peak     | Spacewatch          | —         | MPC                           |
| 410444              | 2008 CC44  | 2 fev 2008  | Kitt Peak     | Spacewatch          | —         | MPC                           |
| 410445              | 2008 CZ59  | 7 fev 2008  | Kitt Peak     | Spacewatch          | —         | MPC                           |
| 410446              | 2008 CF66  | 8 fev 2008  | Mount Lemmon  | Mount Lemmon Survey | —         | MPC                           |
| 410447              | 2008 CU71  | 7 fev 2008  | Catalina      | CSS                 | —         | MPC                           |
| 410448              | 2008 CE72  | 10 fev 2008 | Taunus        | R. Kling, U. Zimmer | —         | MPC                           |
| 410449              | 2008 CZ79  | 7 fev 2008  | Kitt Peak     | Spacewatch          | —         | MPC                           |
| 410450              | 2008 CR86  | 7 fev 2008  | Mount Lemmon  | Mount Lemmon Survey | —         | MPC                           |
| 410451              | 2008 CH106 | 11 nov 2006 | Mount Lemmon  | Mount Lemmon Survey | —         | MPC                           |
| 410452              | 2008 CU108 | 18 jan 2008 | Mount Lemmon  | Mount Lemmon Survey | —         | MPC                           |
| 410453              | 2008 CL109 | 9 fev 2008  | Kitt Peak     | Spacewatch          | Phocaea   | MPC                           |
| 410454              | 2008 CF117 | 5 dez 2007  | Mount Lemmon  | Mount Lemmon Survey | —         | MPC                           |
| 410455              | 2008 CK123 | 7 fev 2008  | Mount Lemmon  | Mount Lemmon Survey | —         | MPC                           |
| 410456              | 2008 CN123 | 7 fev 2008  | Mount Lemmon  | Mount Lemmon Survey | —         | MPC                           |
| 410457              | 2008 CB133 | 8 fev 2008  | Kitt Peak     | Spacewatch          | —         | MPC                           |
| 410458              | 2008 CL144 | 9 fev 2008  | Anderson Mesa | LONEOS              | —         | MPC                           |
| 410459              | 2008 CT150 | 30 jan 2008 | Kitt Peak     | Spacewatch          | —         | MPC                           |
| 410460              | 2008 CQ156 | 9 fev 2008  | Kitt Peak     | Spacewatch          | —         | MPC                           |
| 410461              | 2008 CJ179 | 6 fev 2008  | Catalina      | CSS                 | —         | MPC                           |
| 410462              | 2008 CB180 | 8 fev 2008  | Catalina      | CSS                 | —         | MPC                           |
| 410463              | 2008 CL180 | 9 fev 2008  | Catalina      | CSS                 | —         | MPC                           |
| 410464              | 2008 CJ182 | 20 dez 2007 | Mount Lemmon  | Mount Lemmon Survey | Phocaea   | MPC                           |
| 410465              | 2008 CW190 | 1 fev 2008  | Kitt Peak     | Spacewatch          | —         | MPC                           |
| 410466              | 2008 CM196 | 13 fev 2008 | Mount Lemmon  | Mount Lemmon Survey | —         | MPC                           |
| 410467              | 2008 CO197 | 9 fev 2008  | Kitt Peak     | Spacewatch          | —         | MPC                           |
| 410468              | 2008 CB199 | 13 fev 2008 | Kitt Peak     | Spacewatch          | Phocaea   | MPC                           |
| 410469              | 2008 CX201 | 10 fev 2008 | Kitt Peak     | Spacewatch          | —         | MPC                           |
| 410470              | 2008 CH202 | 7 fev 2008  | Kitt Peak     | Spacewatch          | —         | MPC                           |
| 410471              | 2008 CZ207 | 12 fev 2008 | Kitt Peak     | Spacewatch          | —         | MPC                           |
| 410472              | 2008 CB212 | 7 fev 2008  | Socorro       | LINEAR              | —         | MPC                           |
| 410473              | 2008 CH212 | 7 fev 2008  | Mount Lemmon  | Mount Lemmon Survey | —         | MPC                           |
| 410474              | 2008 CY214 | 12 fev 2008 | Kitt Peak     | Spacewatch          | —         | MPC                           |
| 410475 Robertschulz | 2008 DN    | 24 fev 2008 | Gaisberg      | R. Gierlinger       | —         | MPC                           |
| 410476              | 2008 DO4   | 7 fev 2008  | Socorro       | LINEAR              | —         | MPC                           |
| 410477              | 2008 DW11  | 30 dez 2007 | Mount Lemmon  | Mount Lemmon Survey | —         | MPC                           |
| 410478              | 2008 DN12  | 26 fev 2008 | Kitt Peak     | Spacewatch          | —         | MPC                           |
| 410479              | 2008 DY13  | 26 fev 2008 | Mount Lemmon  | Mount Lemmon Survey | —         | MPC                           |
| 410480              | 2008 DM17  | 24 fev 2008 | Kitt Peak     | Spacewatch          | —         | MPC                           |
| 410481              | 2008 DZ26  | 19 jan 2008 | Mount Lemmon  | Mount Lemmon Survey | —         | MPC                           |
| 410482              | 2008 DP27  | 29 fev 2008 | Kitt Peak     | Spacewatch          | Juno      | MPC                           |
| 410483              | 2008 DF28  | 24 fev 2008 | Mount Lemmon  | Mount Lemmon Survey | —         | MPC                           |
| 410484              | 2008 DG31  | 8 fev 2008  | Mount Lemmon  | Mount Lemmon Survey | —         | MPC                           |
| 410485              | 2008 DU31  | 27 fev 2008 | Kitt Peak     | Spacewatch          | —         | MPC                           |
| 410486              | 2008 DE32  | 27 fev 2008 | Kitt Peak     | Spacewatch          | —         | MPC                           |
| 410487              | 2008 DE38  | 27 fev 2008 | Kitt Peak     | Spacewatch          | —         | MPC                           |
| 410488              | 2008 DJ44  | 30 jan 2008 | Kitt Peak     | Spacewatch          | —         | MPC                           |
| 410489              | 2008 DN54  | 27 fev 2008 | Catalina      | CSS                 | —         | MPC                           |
| 410490              | 2008 DQ55  | 27 fev 2008 | Kitt Peak     | Spacewatch          | —         | MPC                           |
| 410491              | 2008 DF64  | 28 fev 2008 | Mount Lemmon  | Mount Lemmon Survey | —         | MPC                           |
| 410492              | 2008 DQ67  | 29 fev 2008 | Kitt Peak     | Spacewatch          | —         | MPC                           |
| 410493              | 2008 DZ68  | 29 fev 2008 | Kitt Peak     | Spacewatch          | —         | MPC                           |
| 410494              | 2008 DG83  | 28 fev 2008 | Kitt Peak     | Spacewatch          | —         | MPC                           |
| 410495              | 2008 DR87  | 28 fev 2008 | Kitt Peak     | Spacewatch          | —         | MPC                           |
| 410496              | 2008 ES14  | 1 mar 2008  | Kitt Peak     | Spacewatch          | —         | MPC                           |
| 410497              | 2008 EG15  | 1 mar 2008  | Kitt Peak     | Spacewatch          | —         | MPC                           |
| 410498              | 2008 EC22  | 2 mar 2008  | Kitt Peak     | Spacewatch          | —         | MPC                           |
| 410499              | 2008 ES30  | 5 mar 2008  | Kitt Peak     | Spacewatch          | —         | MPC                           |
| 410500              | 2008 EX35  | 3 mar 2008  | Kitt Peak     | Spacewatch          | —         | MPC                           |

## 410501–410600
| Designação | Designação | Descoberta  | Descoberta       | Descobridor(es)     | Categoria | Mais informações / Referência |
| Permanente | Provisória | Data        | Local            | Descobridor(es)     | Categoria | Mais informações / Referência |
| ---------- | ---------- | ----------- | ---------------- | ------------------- | --------- | ----------------------------- |
| 410501     | 2008 EO42  | 4 mar 2008  | Mount Lemmon     | Mount Lemmon Survey | —         | MPC                           |
| 410502     | 2008 EC44  | 5 mar 2008  | Catalina         | CSS                 | —         | MPC                           |
| 410503     | 2008 EX54  | 6 mar 2008  | Kitt Peak        | Spacewatch          | Phocaea   | MPC                           |
| 410504     | 2008 EX73  | 7 mar 2008  | Kitt Peak        | Spacewatch          | —         | MPC                           |
| 410505     | 2008 EP82  | 3 mar 2008  | XuYi             | PMO NEO             | —         | MPC                           |
| 410506     | 2008 EV82  | 9 fev 2008  | Catalina         | CSS                 | —         | MPC                           |
| 410507     | 2008 EM88  | 11 mar 2008 | Catalina         | CSS                 | —         | MPC                           |
| 410508     | 2008 EM99  | 4 mar 2008  | Catalina         | CSS                 | Phocaea   | MPC                           |
| 410509     | 2008 EV110 | 8 mar 2008  | Kitt Peak        | Spacewatch          | —         | MPC                           |
| 410510     | 2008 EC115 | 29 fev 2008 | Kitt Peak        | Spacewatch          | —         | MPC                           |
| 410511     | 2008 EP116 | 9 fev 2008  | Mount Lemmon     | Mount Lemmon Survey | —         | MPC                           |
| 410512     | 2008 EU118 | 10 fev 2008 | Mount Lemmon     | Mount Lemmon Survey | —         | MPC                           |
| 410513     | 2008 EX125 | 10 mar 2008 | Kitt Peak        | Spacewatch          | —         | MPC                           |
| 410514     | 2008 EC128 | 11 mar 2008 | Kitt Peak        | Spacewatch          | Phocaea   | MPC                           |
| 410515     | 2008 EJ139 | 11 mar 2008 | Kitt Peak        | Spacewatch          | —         | MPC                           |
| 410516     | 2008 EG143 | 13 mar 2008 | Mount Lemmon     | Mount Lemmon Survey | —         | MPC                           |
| 410517     | 2008 EJ148 | 2 mar 2008  | Kitt Peak        | Spacewatch          | —         | MPC                           |
| 410518     | 2008 EN152 | 10 mar 2008 | Mount Lemmon     | Mount Lemmon Survey | —         | MPC                           |
| 410519     | 2008 EA153 | 11 mar 2008 | Mount Lemmon     | Mount Lemmon Survey | —         | MPC                           |
| 410520     | 2008 EG156 | 1 mar 2008  | Kitt Peak        | Spacewatch          | —         | MPC                           |
| 410521     | 2008 EQ158 | 10 mar 2008 | Kitt Peak        | Spacewatch          | —         | MPC                           |
| 410522     | 2008 ET162 | 13 mar 2008 | Kitt Peak        | Spacewatch          | —         | MPC                           |
| 410523     | 2008 ES165 | 4 mar 2008  | Kitt Peak        | Spacewatch          | —         | MPC                           |
| 410524     | 2008 EC166 | 5 mar 2008  | Kitt Peak        | Spacewatch          | —         | MPC                           |
| 410525     | 2008 EU168 | 12 mar 2008 | Mount Lemmon     | Mount Lemmon Survey | —         | MPC                           |
| 410526     | 2008 EW168 | 13 mar 2008 | Socorro          | LINEAR              | —         | MPC                           |
| 410527     | 2008 FF1   | 25 mar 2008 | Kitt Peak        | Spacewatch          | —         | MPC                           |
| 410528     | 2008 FQ2   | 3 mar 2008  | XuYi             | PMO NEO             | —         | MPC                           |
| 410529     | 2008 FK4   | 25 mar 2008 | Kitt Peak        | Spacewatch          | —         | MPC                           |
| 410530     | 2008 FK5   | 29 mar 2008 | Catalina         | CSS                 | —         | MPC                           |
| 410531     | 2008 FO7   | 29 mar 2008 | Goodricke-Pigott | R. A. Tucker        | —         | MPC                           |
| 410532     | 2008 FE11  | 26 mar 2008 | Kitt Peak        | Spacewatch          | —         | MPC                           |
| 410533     | 2008 FR37  | 28 mar 2008 | Kitt Peak        | Spacewatch          | —         | MPC                           |
| 410534     | 2008 FN39  | 28 mar 2008 | Kitt Peak        | Spacewatch          | —         | MPC                           |
| 410535     | 2008 FW49  | 10 mar 2008 | Kitt Peak        | Spacewatch          | —         | MPC                           |
| 410536     | 2008 FE50  | 12 mar 2008 | Kitt Peak        | Spacewatch          | —         | MPC                           |
| 410537     | 2008 FV55  | 13 fev 2008 | Kitt Peak        | Spacewatch          | —         | MPC                           |
| 410538     | 2008 FS56  | 28 mar 2008 | Mount Lemmon     | Mount Lemmon Survey | —         | MPC                           |
| 410539     | 2008 FR59  | 29 mar 2008 | Mount Lemmon     | Mount Lemmon Survey | —         | MPC                           |
| 410540     | 2008 FK60  | 29 mar 2008 | Catalina         | CSS                 | —         | MPC                           |
| 410541     | 2008 FW69  | 28 mar 2008 | Kitt Peak        | Spacewatch          | —         | MPC                           |
| 410542     | 2008 FM73  | 5 mar 2008  | Mount Lemmon     | Mount Lemmon Survey | —         | MPC                           |
| 410543     | 2008 FC75  | 31 mar 2008 | Mount Lemmon     | Mount Lemmon Survey | —         | MPC                           |
| 410544     | 2008 FC83  | 10 mar 2008 | Kitt Peak        | Spacewatch          | —         | MPC                           |
| 410545     | 2008 FL97  | 13 mar 2008 | Kitt Peak        | Spacewatch          | —         | MPC                           |
| 410546     | 2008 FB101 | 30 mar 2008 | Kitt Peak        | Spacewatch          | —         | MPC                           |
| 410547     | 2008 FU103 | 30 mar 2008 | Kitt Peak        | Spacewatch          | —         | MPC                           |
| 410548     | 2008 FO111 | 31 mar 2008 | Mount Lemmon     | Mount Lemmon Survey | —         | MPC                           |
| 410549     | 2008 FE122 | 30 mar 2008 | Catalina         | CSS                 | —         | MPC                           |
| 410550     | 2008 FR132 | 28 mar 2008 | Kitt Peak        | Spacewatch          | —         | MPC                           |
| 410551     | 2008 FA135 | 31 mar 2008 | Kitt Peak        | Spacewatch          | —         | MPC                           |
| 410552     | 2008 GG6   | 1 abr 2008  | Kitt Peak        | Spacewatch          | —         | MPC                           |
| 410553     | 2008 GX6   | 1 abr 2008  | Kitt Peak        | Spacewatch          | —         | MPC                           |
| 410554     | 2008 GJ10  | 1 abr 2008  | Kitt Peak        | Spacewatch          | —         | MPC                           |
| 410555     | 2008 GJ17  | 4 abr 2008  | Kitt Peak        | Spacewatch          | —         | MPC                           |
| 410556     | 2008 GA20  | 4 abr 2008  | Kitt Peak        | Spacewatch          | —         | MPC                           |
| 410557     | 2008 GF26  | 1 abr 2008  | Mount Lemmon     | Mount Lemmon Survey | —         | MPC                           |
| 410558     | 2008 GM32  | 3 abr 2008  | Kitt Peak        | Spacewatch          | Phocaea   | MPC                           |
| 410559     | 2008 GO32  | 30 mar 2008 | Kitt Peak        | Spacewatch          | —         | MPC                           |
| 410560     | 2008 GL34  | 27 mar 2008 | Mount Lemmon     | Mount Lemmon Survey | —         | MPC                           |
| 410561     | 2008 GD35  | 3 abr 2008  | Kitt Peak        | Spacewatch          | —         | MPC                           |
| 410562     | 2008 GM38  | 3 abr 2008  | Mount Lemmon     | Mount Lemmon Survey | Brangane  | MPC                           |
| 410563     | 2008 GO40  | 29 mar 2008 | Kitt Peak        | Spacewatch          | —         | MPC                           |
| 410564     | 2008 GS40  | 4 abr 2008  | Kitt Peak        | Spacewatch          | —         | MPC                           |
| 410565     | 2008 GD42  | 29 mar 2008 | Kitt Peak        | Spacewatch          | —         | MPC                           |
| 410566     | 2008 GT44  | 4 abr 2008  | Mount Lemmon     | Mount Lemmon Survey | —         | MPC                           |
| 410567     | 2008 GF48  | 5 abr 2008  | Kitt Peak        | Spacewatch          | —         | MPC                           |
| 410568     | 2008 GF53  | 10 mar 2008 | Mount Lemmon     | Mount Lemmon Survey | Eos       | MPC                           |
| 410569     | 2008 GP68  | 29 mar 2008 | Kitt Peak        | Spacewatch          | —         | MPC                           |
| 410570     | 2008 GS68  | 6 abr 2008  | Kitt Peak        | Spacewatch          | —         | MPC                           |
| 410571     | 2008 GQ77  | 7 abr 2008  | Kitt Peak        | Spacewatch          | —         | MPC                           |
| 410572     | 2008 GT78  | 7 abr 2008  | Kitt Peak        | Spacewatch          | —         | MPC                           |
| 410573     | 2008 GT82  | 19 jan 2008 | Mount Lemmon     | Mount Lemmon Survey | —         | MPC                           |
| 410574     | 2008 GR89  | 25 out 2005 | Mount Lemmon     | Mount Lemmon Survey | —         | MPC                           |
| 410575     | 2008 GE90  | 4 mar 2008  | Mount Lemmon     | Mount Lemmon Survey | —         | MPC                           |
| 410576     | 2008 GS90  | 29 mar 2008 | Mount Lemmon     | Mount Lemmon Survey | Phocaea   | MPC                           |
| 410577     | 2008 GL99  | 9 abr 2008  | Kitt Peak        | Spacewatch          | —         | MPC                           |
| 410578     | 2008 GF102 | 10 abr 2008 | Kitt Peak        | Spacewatch          | —         | MPC                           |
| 410579     | 2008 GT103 | 28 mar 2008 | Kitt Peak        | Spacewatch          | —         | MPC                           |
| 410580     | 2008 GV103 | 11 abr 2008 | Kitt Peak        | Spacewatch          | —         | MPC                           |
| 410581     | 2008 GG110 | 10 mar 2008 | Kitt Peak        | Spacewatch          | —         | MPC                           |
| 410582     | 2008 GN113 | 9 abr 2008  | Kitt Peak        | Spacewatch          | Juno      | MPC                           |
| 410583     | 2008 GJ114 | 10 mar 2008 | Mount Lemmon     | Mount Lemmon Survey | —         | MPC                           |
| 410584     | 2008 GZ121 | 13 abr 2008 | Kitt Peak        | Spacewatch          | —         | MPC                           |
| 410585     | 2008 GU123 | 2 fev 2008  | Mount Lemmon     | Mount Lemmon Survey | —         | MPC                           |
| 410586     | 2008 GN128 | 30 mar 2008 | Catalina         | CSS                 | —         | MPC                           |
| 410587     | 2008 GS129 | 4 abr 2008  | Kitt Peak        | Spacewatch          | —         | MPC                           |
| 410588     | 2008 GR132 | 14 abr 2008 | Kitt Peak        | Spacewatch          | —         | MPC                           |
| 410589     | 2008 GZ136 | 8 abr 2008  | Kitt Peak        | Spacewatch          | —         | MPC                           |
| 410590     | 2008 GB140 | 6 abr 2008  | Kitt Peak        | Spacewatch          | —         | MPC                           |
| 410591     | 2008 GF142 | 5 abr 2008  | Catalina         | CSS                 | —         | MPC                           |
| 410592     | 2008 GU145 | 11 abr 2008 | Socorro          | LINEAR              | Flora     | MPC                           |
| 410593     | 2008 GL146 | 15 abr 2008 | Mount Lemmon     | Mount Lemmon Survey | —         | MPC                           |
| 410594     | 2008 HZ2   | 2 mar 2008  | Mount Lemmon     | Mount Lemmon Survey | —         | MPC                           |
| 410595     | 2008 HG4   | 4 mar 2008  | Mount Lemmon     | Mount Lemmon Survey | —         | MPC                           |
| 410596     | 2008 HJ25  | 27 abr 2008 | Mount Lemmon     | Mount Lemmon Survey | —         | MPC                           |
| 410597     | 2008 HW25  | 4 abr 2008  | Kitt Peak        | Spacewatch          | —         | MPC                           |
| 410598     | 2008 HN27  | 27 abr 2008 | Kitt Peak        | Spacewatch          | —         | MPC                           |
| 410599     | 2008 HL32  | 29 mar 2008 | Kitt Peak        | Spacewatch          | —         | MPC                           |
| 410600     | 2008 HG35  | 28 abr 2008 | Kitt Peak        | Spacewatch          | —         | MPC                           |

## 410601–410700
| Designação   | Designação | Descoberta  | Descoberta       | Descobridor(es)     | Categoria | Mais informações / Referência |
| Permanente   | Provisória | Data        | Local            | Descobridor(es)     | Categoria | Mais informações / Referência |
| ------------ | ---------- | ----------- | ---------------- | ------------------- | --------- | ----------------------------- |
| 410601       | 2008 HC54  | 29 abr 2008 | Kitt Peak        | Spacewatch          | —         | MPC                           |
| 410602       | 2008 HS59  | 30 abr 2008 | Kitt Peak        | Spacewatch          | —         | MPC                           |
| 410603       | 2008 HY66  | 28 abr 2008 | Kitt Peak        | Spacewatch          | —         | MPC                           |
| 410604       | 2008 JU17  | 4 mai 2008  | Kitt Peak        | Spacewatch          | —         | MPC                           |
| 410605       | 2008 JF24  | 8 mai 2008  | Mount Lemmon     | Mount Lemmon Survey | —         | MPC                           |
| 410606       | 2008 JK31  | 29 mar 2008 | Kitt Peak        | Spacewatch          | Phocaea   | MPC                           |
| 410607       | 2008 JZ37  | 1 mai 2008  | Kitt Peak        | Spacewatch          | —         | MPC                           |
| 410608       | 2008 KH25  | 14 mai 2008 | Mount Lemmon     | Mount Lemmon Survey | —         | MPC                           |
| 410609       | 2008 LG    | 1 jun 2008  | Kitt Peak        | Spacewatch          | —         | MPC                           |
| 410610       | 2008 LK13  | 7 jun 2008  | Kitt Peak        | Spacewatch          | —         | MPC                           |
| 410611       | 2008 MM    | 24 jun 2008 | Siding Spring    | SSS                 | —         | MPC                           |
| 410612       | 2008 MV4   | 29 jun 2008 | Bergisch Gladbac | W. Bickel           | —         | MPC                           |
| 410613       | 2008 NJ2   | 1 jul 2008  | Antares          | ARO                 | —         | MPC                           |
| 410614       | 2008 OL11  | 31 jul 2008 | La Sagra         | Mallorca Obs.       | —         | MPC                           |
| 410615       | 2008 OT13  | 29 jul 2008 | La Sagra         | Mallorca Obs.       | —         | MPC                           |
| 410616       | 2008 OG23  | 30 jul 2008 | Mount Lemmon     | Mount Lemmon Survey | —         | MPC                           |
| 410617       | 2008 PN3   | 4 ago 2008  | Skylive          | F. Tozzi            | —         | MPC                           |
| 410618       | 2008 PP5   | 1 ago 2008  | La Sagra         | Mallorca Obs.       | —         | MPC                           |
| 410619 Fabry | 2008 PL6   | 2 ago 2008  | Eygalayes        | P. Sogorb           | —         | MPC                           |
| 410620       | 2008 PG11  | 7 ago 2008  | Reedy Creek      | J. Broughton        | —         | MPC                           |
| 410621       | 2008 PV21  | 2 ago 2008  | La Sagra         | Mallorca Obs.       | —         | MPC                           |
| 410622       | 2008 QF    | 21 ago 2008 | Kitt Peak        | Spacewatch          | —         | MPC                           |
| 410623       | 2008 QX23  | 21 ago 2008 | Kitt Peak        | Spacewatch          | —         | MPC                           |
| 410624       | 2008 QF34  | 29 ago 2008 | La Sagra         | Mallorca Obs.       | —         | MPC                           |
| 410625       | 2008 QK36  | 20 ago 2008 | Kitt Peak        | Spacewatch          | —         | MPC                           |
| 410626       | 2008 QV47  | 23 ago 2008 | Kitt Peak        | Spacewatch          | —         | MPC                           |
| 410627       | 2008 RG1   | 4 set 2008  | Socorro          | LINEAR              | —         | MPC                           |
| 410628       | 2008 RS3   | 2 set 2008  | Kitt Peak        | Spacewatch          | —         | MPC                           |
| 410629       | 2008 RQ12  | 3 set 2008  | Kitt Peak        | Spacewatch          | Ursula    | MPC                           |
| 410630       | 2008 RD19  | 4 set 2008  | Kitt Peak        | Spacewatch          | —         | MPC                           |
| 410631       | 2008 RA20  | 24 ago 2008 | Kitt Peak        | Spacewatch          | —         | MPC                           |
| 410632       | 2008 RA30  | 2 set 2008  | Kitt Peak        | Spacewatch          | —         | MPC                           |
| 410633       | 2008 RR33  | 2 set 2008  | Kitt Peak        | Spacewatch          | —         | MPC                           |
| 410634       | 2008 RN37  | 2 set 2008  | Kitt Peak        | Spacewatch          | —         | MPC                           |
| 410635       | 2008 RP46  | 2 set 2008  | Kitt Peak        | Spacewatch          | —         | MPC                           |
| 410636       | 2008 RY51  | 3 set 2008  | Kitt Peak        | Spacewatch          | —         | MPC                           |
| 410637       | 2008 RU67  | 4 set 2008  | Kitt Peak        | Spacewatch          | —         | MPC                           |
| 410638       | 2008 RQ71  | 6 set 2008  | Mount Lemmon     | Mount Lemmon Survey | —         | MPC                           |
| 410639       | 2008 RZ74  | 6 set 2008  | Mount Lemmon     | Mount Lemmon Survey | —         | MPC                           |
| 410640       | 2008 RC87  | 5 set 2008  | Kitt Peak        | Spacewatch          | —         | MPC                           |
| 410641       | 2008 RX91  | 6 set 2008  | Kitt Peak        | Spacewatch          | —         | MPC                           |
| 410642       | 2008 RR106 | 7 set 2008  | Catalina         | CSS                 | —         | MPC                           |
| 410643       | 2008 RN111 | 4 set 2008  | Kitt Peak        | Spacewatch          | —         | MPC                           |
| 410644       | 2008 RK119 | 4 set 2008  | Kitt Peak        | Spacewatch          | Brangane  | MPC                           |
| 410645       | 2008 RW131 | 7 set 2008  | Mount Lemmon     | Mount Lemmon Survey | —         | MPC                           |
| 410646       | 2008 RG137 | 5 set 2008  | Kitt Peak        | Spacewatch          | Ursula    | MPC                           |
| 410647       | 2008 RE138 | 6 set 2008  | Catalina         | CSS                 | —         | MPC                           |
| 410648       | 2008 RA145 | 5 set 2008  | Kitt Peak        | Spacewatch          | —         | MPC                           |
| 410649       | 2008 SO    | 21 set 2008 | Kitt Peak        | Spacewatch          | —         | MPC                           |
| 410650       | 2008 SQ1   | 23 set 2008 | Catalina         | CSS                 | —         | MPC                           |
| 410651       | 2008 SX19  | 22 set 2003 | Kitt Peak        | Spacewatch          | —         | MPC                           |
| 410652       | 2008 SG27  | 19 set 2008 | Kitt Peak        | Spacewatch          | —         | MPC                           |
| 410653       | 2008 ST31  | 20 set 2008 | Catalina         | CSS                 | —         | MPC                           |
| 410654       | 2008 SW44  | 20 set 2008 | Kitt Peak        | Spacewatch          | —         | MPC                           |
| 410655       | 2008 SC57  | 20 set 2008 | Kitt Peak        | Spacewatch          | —         | MPC                           |
| 410656       | 2008 SW66  | 21 set 2008 | Catalina         | CSS                 | —         | MPC                           |
| 410657       | 2008 SF83  | 27 set 2008 | Modra            | Modra Obs.          | Ursula    | MPC                           |
| 410658       | 2008 SH137 | 23 set 2008 | Mount Lemmon     | Mount Lemmon Survey | —         | MPC                           |
| 410659       | 2008 SJ150 | 28 set 2008 | Bastia           | Bastia Obs.         | —         | MPC                           |
| 410660       | 2008 ST150 | 30 set 2008 | Mount Lemmon     | Mount Lemmon Survey | —         | MPC                           |
| 410661       | 2008 SE151 | 28 set 2008 | Catalina         | CSS                 | —         | MPC                           |
| 410662       | 2008 SD152 | 29 set 2008 | Hibiscus         | N. Teamo            | —         | MPC                           |
| 410663       | 2008 SC157 | 24 set 2008 | Socorro          | LINEAR              | —         | MPC                           |
| 410664       | 2008 SJ158 | 24 set 2008 | Socorro          | LINEAR              | —         | MPC                           |
| 410665       | 2008 SG161 | 19 set 2008 | Kitt Peak        | Spacewatch          | —         | MPC                           |
| 410666       | 2008 SY173 | 22 set 2008 | Catalina         | CSS                 | —         | MPC                           |
| 410667       | 2008 SG193 | 25 set 2008 | Kitt Peak        | Spacewatch          | —         | MPC                           |
| 410668       | 2008 SC202 | 26 set 2008 | Kitt Peak        | Spacewatch          | —         | MPC                           |
| 410669       | 2008 ST219 | 30 set 2008 | La Sagra         | Mallorca Obs.       | —         | MPC                           |
| 410670       | 2008 SF267 | 22 set 2008 | Catalina         | CSS                 | —         | MPC                           |
| 410671       | 2008 SU301 | 23 set 2008 | Mount Lemmon     | Mount Lemmon Survey | —         | MPC                           |
| 410672       | 2008 TC97  | 6 out 2008  | Kitt Peak        | Spacewatch          | —         | MPC                           |
| 410673       | 2008 UT23  | 20 out 2008 | Kitt Peak        | Spacewatch          | —         | MPC                           |
| 410674       | 2008 UY55  | 10 out 2008 | Mount Lemmon     | Mount Lemmon Survey | —         | MPC                           |
| 410675       | 2008 UZ66  | 21 out 2008 | Kitt Peak        | Spacewatch          | —         | MPC                           |
| 410676       | 2008 UA75  | 21 out 2008 | Kitt Peak        | Spacewatch          | —         | MPC                           |
| 410677       | 2008 UM169 | 24 out 2008 | Kitt Peak        | Spacewatch          | —         | MPC                           |
| 410678       | 2008 UC205 | 24 out 2008 | Siding Spring    | SSS                 | —         | MPC                           |
| 410679       | 2008 US288 | 28 out 2008 | Mount Lemmon     | Mount Lemmon Survey | —         | MPC                           |
| 410680       | 2008 UW360 | 24 out 2008 | Catalina         | CSS                 | —         | MPC                           |
| 410681       | 2008 UX366 | 24 out 2008 | Socorro          | LINEAR              | —         | MPC                           |
| 410682       | 2008 VJ21  | 1 nov 2008  | Mount Lemmon     | Mount Lemmon Survey | —         | MPC                           |
| 410683       | 2008 VA56  | 6 nov 2008  | Mount Lemmon     | Mount Lemmon Survey | —         | MPC                           |
| 410684       | 2008 WR45  | 5 nov 2008  | Kitt Peak        | Spacewatch          | —         | MPC                           |
| 410685       | 2008 WA59  | 22 nov 2008 | Sandlot          | G. Hug              | —         | MPC                           |
| 410686       | 2008 WU81  | 20 nov 2008 | Kitt Peak        | Spacewatch          | —         | MPC                           |
| 410687       | 2008 WR128 | 21 nov 2008 | Kitt Peak        | Spacewatch          | —         | MPC                           |
| 410688       | 2008 WF141 | 21 nov 2008 | Kitt Peak        | Spacewatch          | —         | MPC                           |
| 410689       | 2008 XK18  | 1 dez 2008  | Kitt Peak        | Spacewatch          | —         | MPC                           |
| 410690       | 2008 XT32  | 23 out 2008 | Kitt Peak        | Spacewatch          | —         | MPC                           |
| 410691       | 2008 XP41  | 2 dez 2008  | Kitt Peak        | Spacewatch          | —         | MPC                           |
| 410692       | 2008 XM48  | 4 dez 2008  | Mount Lemmon     | Mount Lemmon Survey | —         | MPC                           |
| 410693       | 2008 XO49  | 7 dez 2008  | Mount Lemmon     | Mount Lemmon Survey | —         | MPC                           |
| 410694       | 2008 YE17  | 21 dez 2008 | Mount Lemmon     | Mount Lemmon Survey | —         | MPC                           |
| 410695       | 2008 YV18  | 21 dez 2008 | Mount Lemmon     | Mount Lemmon Survey | —         | MPC                           |
| 410696       | 2008 YA80  | 24 nov 2008 | Mount Lemmon     | Mount Lemmon Survey | —         | MPC                           |
| 410697       | 2008 YZ84  | 8 nov 2008  | Mount Lemmon     | Mount Lemmon Survey | —         | MPC                           |
| 410698       | 2008 YO103 | 29 dez 2008 | Kitt Peak        | Spacewatch          | —         | MPC                           |
| 410699       | 2008 YB128 | 30 dez 2008 | Kitt Peak        | Spacewatch          | —         | MPC                           |
| 410700       | 2008 YJ157 | 30 dez 2008 | Kitt Peak        | Spacewatch          | —         | MPC                           |

## 410701–410800
| Designação | Designação | Descoberta  | Descoberta       | Descobridor(es)      | Categoria | Mais informações / Referência |
| Permanente | Provisória | Data        | Local            | Descobridor(es)      | Categoria | Mais informações / Referência |
| ---------- | ---------- | ----------- | ---------------- | -------------------- | --------- | ----------------------------- |
| 410701     | 2008 YQ159 | 21 dez 2008 | Kitt Peak        | Spacewatch           | —         | MPC                           |
| 410702     | 2008 YH162 | 20 nov 2008 | Mount Lemmon     | Mount Lemmon Survey  | —         | MPC                           |
| 410703     | 2009 AN12  | 2 jan 2009  | Mount Lemmon     | Mount Lemmon Survey  | —         | MPC                           |
| 410704     | 2009 AJ28  | 22 dez 2008 | Mount Lemmon     | Mount Lemmon Survey  | —         | MPC                           |
| 410705     | 2009 AE33  | 15 jan 2009 | Kitt Peak        | Spacewatch           | —         | MPC                           |
| 410706     | 2009 AD34  | 15 jan 2009 | Kitt Peak        | Spacewatch           | —         | MPC                           |
| 410707     | 2009 AM40  | 7 jan 2009  | Kitt Peak        | Spacewatch           | —         | MPC                           |
| 410708     | 2009 AA44  | 3 jan 2009  | Mount Lemmon     | Mount Lemmon Survey  | —         | MPC                           |
| 410709     | 2009 BQ10  | 21 jan 2009 | Sierra Stars     | F. Tozzi             | —         | MPC                           |
| 410710     | 2009 BQ24  | 17 jan 2009 | Catalina         | CSS                  | —         | MPC                           |
| 410711     | 2009 BR26  | 16 jan 2009 | Kitt Peak        | Spacewatch           | —         | MPC                           |
| 410712     | 2009 BO30  | 30 dez 2008 | Kitt Peak        | Spacewatch           | —         | MPC                           |
| 410713     | 2009 BC39  | 16 jan 2009 | Kitt Peak        | Spacewatch           | —         | MPC                           |
| 410714     | 2009 BV41  | 16 jan 2009 | Kitt Peak        | Spacewatch           | —         | MPC                           |
| 410715     | 2009 BQ44  | 16 jan 2009 | Kitt Peak        | Spacewatch           | —         | MPC                           |
| 410716     | 2009 BO56  | 4 dez 2008  | Mount Lemmon     | Mount Lemmon Survey  | —         | MPC                           |
| 410717     | 2009 BV57  | 20 jan 2009 | Kitt Peak        | Spacewatch           | —         | MPC                           |
| 410718     | 2009 BN66  | 20 jan 2009 | Kitt Peak        | Spacewatch           | —         | MPC                           |
| 410719     | 2009 BJ67  | 20 jan 2009 | Kitt Peak        | Spacewatch           | —         | MPC                           |
| 410720     | 2009 BC70  | 21 nov 2008 | Mount Lemmon     | Mount Lemmon Survey  | —         | MPC                           |
| 410721     | 2009 BR79  | 31 dez 2008 | Kitt Peak        | Spacewatch           | —         | MPC                           |
| 410722     | 2009 BO80  | 31 jan 2009 | Socorro          | LINEAR               | —         | MPC                           |
| 410723     | 2009 BU94  | 22 dez 2008 | Mount Lemmon     | Mount Lemmon Survey  | —         | MPC                           |
| 410724     | 2009 BW100 | 25 mar 2006 | Kitt Peak        | Spacewatch           | —         | MPC                           |
| 410725     | 2009 BV106 | 3 jan 2009  | Mount Lemmon     | Mount Lemmon Survey  | —         | MPC                           |
| 410726     | 2009 BO108 | 29 jan 2009 | Mount Lemmon     | Mount Lemmon Survey  | —         | MPC                           |
| 410727     | 2009 BT109 | 20 jan 2009 | Mount Lemmon     | Mount Lemmon Survey  | —         | MPC                           |
| 410728     | 2009 BO184 | 18 jan 2009 | Catalina         | CSS                  | —         | MPC                           |
| 410729     | 2009 BQ184 | 18 jan 2009 | Socorro          | LINEAR               | —         | MPC                           |
| 410730     | 2009 BP186 | 18 jan 2009 | Kitt Peak        | Spacewatch           | —         | MPC                           |
| 410731     | 2009 CO24  | 1 fev 2009  | Kitt Peak        | Spacewatch           | —         | MPC                           |
| 410732     | 2009 CF25  | 19 jan 2009 | Mount Lemmon     | Mount Lemmon Survey  | —         | MPC                           |
| 410733     | 2009 CY26  | 1 fev 2009  | Kitt Peak        | Spacewatch           | —         | MPC                           |
| 410734     | 2009 CQ27  | 1 fev 2009  | Kitt Peak        | Spacewatch           | —         | MPC                           |
| 410735     | 2009 CR29  | 1 fev 2009  | Kitt Peak        | Spacewatch           | —         | MPC                           |
| 410736     | 2009 CX31  | 1 fev 2009  | Kitt Peak        | Spacewatch           | —         | MPC                           |
| 410737     | 2009 CZ32  | 28 set 2003 | Kitt Peak        | Spacewatch           | —         | MPC                           |
| 410738     | 2009 CM40  | 13 fev 2009 | Kitt Peak        | Spacewatch           | —         | MPC                           |
| 410739     | 2009 CN49  | 14 fev 2009 | Mount Lemmon     | Mount Lemmon Survey  | —         | MPC                           |
| 410740     | 2009 CM52  | 14 fev 2009 | Mount Lemmon     | Mount Lemmon Survey  | —         | MPC                           |
| 410741     | 2009 CQ53  | 23 jan 2009 | XuYi             | PMO NEO              | —         | MPC                           |
| 410742     | 2009 CJ55  | 14 fev 2009 | Mount Lemmon     | Mount Lemmon Survey  | —         | MPC                           |
| 410743     | 2009 CX55  | 1 fev 2009  | Mount Lemmon     | Mount Lemmon Survey  | —         | MPC                           |
| 410744     | 2009 CR63  | 4 fev 2009  | Mount Lemmon     | Mount Lemmon Survey  | —         | MPC                           |
| 410745     | 2009 DA9   | 19 fev 2009 | Mount Lemmon     | Mount Lemmon Survey  | —         | MPC                           |
| 410746     | 2009 DM17  | 17 fev 2009 | Kitt Peak        | Spacewatch           | —         | MPC                           |
| 410747     | 2009 DU20  | 13 out 2001 | Kitt Peak        | Spacewatch           | —         | MPC                           |
| 410748     | 2009 DP22  | 19 fev 2009 | Kitt Peak        | Spacewatch           | —         | MPC                           |
| 410749     | 2009 DX23  | 20 fev 2009 | Socorro          | LINEAR               | —         | MPC                           |
| 410750     | 2009 DO36  | 3 fev 2009  | Mount Lemmon     | Mount Lemmon Survey  | —         | MPC                           |
| 410751     | 2009 DK47  | 26 fev 2009 | Calvin-Rehoboth  | Calvin–Rehoboth Obs. | —         | MPC                           |
| 410752     | 2009 DQ47  | 1 fev 2009  | Kitt Peak        | Spacewatch           | —         | MPC                           |
| 410753     | 2009 DH52  | 20 jan 2009 | Kitt Peak        | Spacewatch           | —         | MPC                           |
| 410754     | 2009 DM55  | 22 fev 2009 | Kitt Peak        | Spacewatch           | —         | MPC                           |
| 410755     | 2009 DZ57  | 22 fev 2009 | Kitt Peak        | Spacewatch           | —         | MPC                           |
| 410756     | 2009 DW61  | 22 fev 2009 | Kitt Peak        | Spacewatch           | —         | MPC                           |
| 410757     | 2009 DV71  | 20 fev 2009 | Kitt Peak        | Spacewatch           | —         | MPC                           |
| 410758     | 2009 DM72  | 22 fev 2009 | Kitt Peak        | Spacewatch           | —         | MPC                           |
| 410759     | 2009 DC77  | 22 dez 2008 | Mount Lemmon     | Mount Lemmon Survey  | —         | MPC                           |
| 410760     | 2009 DP80  | 1 jan 2009  | Mount Lemmon     | Mount Lemmon Survey  | —         | MPC                           |
| 410761     | 2009 DV96  | 24 fev 2009 | Kitt Peak        | Spacewatch           | —         | MPC                           |
| 410762     | 2009 DC105 | 26 fev 2009 | Kitt Peak        | Spacewatch           | —         | MPC                           |
| 410763     | 2009 DK118 | 27 fev 2009 | Kitt Peak        | Spacewatch           | —         | MPC                           |
| 410764     | 2009 DC120 | 19 fev 2009 | Kitt Peak        | Spacewatch           | —         | MPC                           |
| 410765     | 2009 DH122 | 19 fev 2009 | Kitt Peak        | Spacewatch           | Mitidika  | MPC                           |
| 410766     | 2009 DR130 | 27 fev 2009 | Kitt Peak        | Spacewatch           | —         | MPC                           |
| 410767     | 2009 DL137 | 28 fev 2009 | Kitt Peak        | Spacewatch           | —         | MPC                           |
| 410768     | 2009 DL139 | 27 fev 2009 | Mount Lemmon     | Mount Lemmon Survey  | —         | MPC                           |
| 410769     | 2009 EG    | 1 mar 2009  | Tzec Maun        | F. Tozzi             | —         | MPC                           |
| 410770     | 2009 ER1   | 2 mar 2009  | Calvin-Rehoboth  | Calvin–Rehoboth Obs. | —         | MPC                           |
| 410771     | 2009 EL2   | 1 mar 2009  | Great Shefford   | P. Birtwhistle       | —         | MPC                           |
| 410772     | 2009 ER5   | 1 mar 2009  | Kitt Peak        | Spacewatch           | —         | MPC                           |
| 410773     | 2009 EH10  | 1 mar 2009  | Kitt Peak        | Spacewatch           | Mitidika  | MPC                           |
| 410774     | 2009 EK17  | 31 jan 2009 | Kitt Peak        | Spacewatch           | —         | MPC                           |
| 410775     | 2009 EG19  | 5 fev 2009  | Kitt Peak        | Spacewatch           | —         | MPC                           |
| 410776     | 2009 EP21  | 15 mar 2009 | Kitt Peak        | Spacewatch           | —         | MPC                           |
| 410777     | 2009 FD    | 24 fev 2009 | Kitt Peak        | Spacewatch           | —         | MPC                           |
| 410778     | 2009 FG19  | 21 mar 2009 | Mount Lemmon     | Mount Lemmon Survey  | —         | MPC                           |
| 410779     | 2009 FD23  | 20 mar 2009 | Bergisch Gladbac | W. Bickel            | —         | MPC                           |
| 410780     | 2009 FT26  | 17 mar 2009 | Catalina         | CSS                  | —         | MPC                           |
| 410781     | 2009 FY30  | 31 jan 2009 | Mount Lemmon     | Mount Lemmon Survey  | —         | MPC                           |
| 410782     | 2009 FS31  | 20 mar 2009 | La Sagra         | Mallorca Obs.        | —         | MPC                           |
| 410783     | 2009 FL44  | 20 fev 2009 | Kitt Peak        | Spacewatch           | —         | MPC                           |
| 410784     | 2009 FW47  | 16 mar 2009 | Kitt Peak        | Spacewatch           | —         | MPC                           |
| 410785     | 2009 FV54  | 30 out 2008 | Mount Lemmon     | Mount Lemmon Survey  | —         | MPC                           |
| 410786     | 2009 FM67  | 19 mar 2009 | Mount Lemmon     | Mount Lemmon Survey  | —         | MPC                           |
| 410787     | 2009 FP68  | 21 mar 2009 | Catalina         | CSS                  | —         | MPC                           |
| 410788     | 2009 FT73  | 27 mar 2009 | Siding Spring    | SSS                  | —         | MPC                           |
| 410789     | 2009 HT22  | 2 mar 2009  | Mount Lemmon     | Mount Lemmon Survey  | —         | MPC                           |
| 410790     | 2009 HE23  | 2 fev 2005  | Kitt Peak        | Spacewatch           | —         | MPC                           |
| 410791     | 2009 HK24  | 17 abr 2009 | Kitt Peak        | Spacewatch           | —         | MPC                           |
| 410792     | 2009 HM30  | 18 mar 2009 | Kitt Peak        | Spacewatch           | —         | MPC                           |
| 410793     | 2009 HS31  | 19 abr 2009 | Kitt Peak        | Spacewatch           | —         | MPC                           |
| 410794     | 2009 HY31  | 19 abr 2009 | Kitt Peak        | Spacewatch           | —         | MPC                           |
| 410795     | 2009 HK32  | 19 abr 2009 | Kitt Peak        | Spacewatch           | —         | MPC                           |
| 410796     | 2009 HN35  | 21 mar 2009 | Kitt Peak        | Spacewatch           | —         | MPC                           |
| 410797     | 2009 HH44  | 2 mar 2009  | Mount Lemmon     | Mount Lemmon Survey  | —         | MPC                           |
| 410798     | 2009 HW64  | 16 mar 2009 | Kitt Peak        | Spacewatch           | —         | MPC                           |
| 410799     | 2009 HT74  | 26 abr 2009 | Kitt Peak        | Spacewatch           | —         | MPC                           |
| 410800     | 2009 HH79  | 26 abr 2009 | Kitt Peak        | Spacewatch           | Mitidika  | MPC                           |

## 410801–410900
| Designação       | Designação | Descoberta  | Descoberta    | Descobridor(es)     | Categoria | Mais informações / Referência |
| Permanente       | Provisória | Data        | Local         | Descobridor(es)     | Categoria | Mais informações / Referência |
| ---------------- | ---------- | ----------- | ------------- | ------------------- | --------- | ----------------------------- |
| 410801           | 2009 HT94  | 28 abr 2009 | Cerro Burek   | Alianza S4 Obs.     | —         | MPC                           |
| 410802           | 2009 HV106 | 21 abr 2009 | Mount Lemmon  | Mount Lemmon Survey | —         | MPC                           |
| 410803           | 2009 JP3   | 31 mar 2009 | Mount Lemmon  | Mount Lemmon Survey | —         | MPC                           |
| 410804           | 2009 JZ4   | 3 mai 2009  | Mount Lemmon  | Mount Lemmon Survey | —         | MPC                           |
| 410805           | 2009 KW1   | 17 abr 2009 | Kitt Peak     | Spacewatch          | —         | MPC                           |
| 410806           | 2009 KX1   | 30 abr 2009 | Kitt Peak     | Spacewatch          | —         | MPC                           |
| 410807           | 2009 KU4   | 17 mai 2009 | La Sagra      | Mallorca Obs.       | —         | MPC                           |
| 410808           | 2009 KA7   | 13 fev 2009 | Mount Lemmon  | Mount Lemmon Survey | —         | MPC                           |
| 410809           | 2009 KC14  | 17 abr 2009 | Mount Lemmon  | Mount Lemmon Survey | —         | MPC                           |
| 410810           | 2009 KF16  | 26 mai 2009 | Kitt Peak     | Spacewatch          | —         | MPC                           |
| 410811           | 2009 KQ22  | 31 jan 2009 | Kitt Peak     | Spacewatch          | —         | MPC                           |
| 410812           | 2009 KW22  | 1 mai 2009  | Mount Lemmon  | Mount Lemmon Survey | —         | MPC                           |
| 410813           | 2009 KN23  | 27 mai 2009 | Kitt Peak     | Spacewatch          | —         | MPC                           |
| 410814           | 2009 KY23  | 19 abr 2009 | Kitt Peak     | Spacewatch          | —         | MPC                           |
| 410815           | 2009 KS28  | 1 mai 2009  | Mount Lemmon  | Mount Lemmon Survey | Meliboea  | MPC                           |
| 410816           | 2009 LT5   | 21 abr 2009 | Mount Lemmon  | Mount Lemmon Survey | —         | MPC                           |
| 410817           | 2009 MN    | 19 jun 2009 | Wrightwood    | J. W. Young         | —         | MPC                           |
| 410818           | 2009 MZ9   | 23 jun 2009 | Mount Lemmon  | Mount Lemmon Survey | —         | MPC                           |
| 410819           | 2009 NF2   | 14 jul 2009 | Kitt Peak     | Spacewatch          | —         | MPC                           |
| 410820           | 2009 OH5   | 25 jul 2009 | La Sagra      | Mallorca Obs.       | —         | MPC                           |
| 410821           | 2009 OL6   | 26 jul 2009 | La Sagra      | Mallorca Obs.       | —         | MPC                           |
| 410822           | 2009 OH11  | 27 jul 2009 | Kitt Peak     | Spacewatch          | —         | MPC                           |
| 410823           | 2009 OC13  | 27 jul 2009 | Kitt Peak     | Spacewatch          | —         | MPC                           |
| 410824           | 2009 OJ20  | 29 jul 2009 | La Sagra      | Mallorca Obs.       | —         | MPC                           |
| 410825           | 2009 OL20  | 29 jul 2009 | La Sagra      | Mallorca Obs.       | —         | MPC                           |
| 410826           | 2009 PE4   | 14 ago 2009 | La Sagra      | Mallorca Obs.       | —         | MPC                           |
| 410827           | 2009 PK7   | 15 ago 2009 | Kitt Peak     | Spacewatch          | —         | MPC                           |
| 410828           | 2009 PK11  | 15 ago 2009 | Kitt Peak     | Spacewatch          | Hanna     | MPC                           |
| 410829           | 2009 PM14  | 15 ago 2009 | Catalina      | CSS                 | —         | MPC                           |
| 410830           | 2009 PT18  | 1 ago 2009  | Siding Spring | SSS                 | —         | MPC                           |
| 410831           | 2009 QF4   | 17 ago 2009 | Catalina      | CSS                 | —         | MPC                           |
| 410832           | 2009 QO8   | 18 ago 2009 | Siding Spring | SSS                 | —         | MPC                           |
| 410833           | 2009 QL9   | 17 ago 2009 | Hibiscus      | N. Teamo            | —         | MPC                           |
| 410834           | 2009 QB23  | 21 ago 2009 | La Sagra      | Mallorca Obs.       | —         | MPC                           |
| 410835 Neszmerak | 2009 QF26  | 20 ago 2009 | Gaisberg      | R. Gierlinger       | —         | MPC                           |
| 410836           | 2009 QN28  | 14 jul 2009 | Kitt Peak     | Spacewatch          | —         | MPC                           |
| 410837           | 2009 QS31  | 23 jun 2009 | Mount Lemmon  | Mount Lemmon Survey | —         | MPC                           |
| 410838           | 2009 QW31  | 24 set 2000 | Socorro       | LINEAR              | —         | MPC                           |
| 410839           | 2009 QM53  | 16 ago 2009 | Kitt Peak     | Spacewatch          | —         | MPC                           |
| 410840           | 2009 QA56  | 31 ago 2009 | Siding Spring | SSS                 | —         | MPC                           |
| 410841           | 2009 QK56  | 16 ago 2009 | Kitt Peak     | Spacewatch          | —         | MPC                           |
| 410842           | 2009 QK64  | 27 ago 2009 | Kitt Peak     | Spacewatch          | —         | MPC                           |
| 410843           | 2009 RX7   | 12 set 2009 | Kitt Peak     | Spacewatch          | —         | MPC                           |
| 410844           | 2009 RL8   | 12 set 2009 | Kitt Peak     | Spacewatch          | —         | MPC                           |
| 410845           | 2009 RH10  | 12 set 2009 | Kitt Peak     | Spacewatch          | —         | MPC                           |
| 410846           | 2009 RP10  | 12 set 2009 | Kitt Peak     | Spacewatch          | —         | MPC                           |
| 410847           | 2009 RG17  | 12 set 2009 | Kitt Peak     | Spacewatch          | —         | MPC                           |
| 410848           | 2009 RJ18  | 12 set 2009 | Kitt Peak     | Spacewatch          | —         | MPC                           |
| 410849           | 2009 RA30  | 14 set 2009 | Kitt Peak     | Spacewatch          | Brangane  | MPC                           |
| 410850           | 2009 RZ33  | 14 set 2009 | Kitt Peak     | Spacewatch          | —         | MPC                           |
| 410851           | 2009 RE34  | 14 set 2009 | Kitt Peak     | Spacewatch          | Brangane  | MPC                           |
| 410852           | 2009 RL34  | 14 set 2009 | Kitt Peak     | Spacewatch          | —         | MPC                           |
| 410853           | 2009 RE37  | 17 ago 2009 | Catalina      | CSS                 | —         | MPC                           |
| 410854           | 2009 RJ38  | 15 set 2009 | Kitt Peak     | Spacewatch          | —         | MPC                           |
| 410855           | 2009 RZ39  | 15 set 2009 | Kitt Peak     | Spacewatch          | —         | MPC                           |
| 410856           | 2009 RP42  | 15 set 2009 | Kitt Peak     | Spacewatch          | Brangane  | MPC                           |
| 410857           | 2009 RV45  | 15 set 2009 | Kitt Peak     | Spacewatch          | —         | MPC                           |
| 410858           | 2009 RU46  | 15 set 2009 | Kitt Peak     | Spacewatch          | —         | MPC                           |
| 410859           | 2009 RJ50  | 15 set 2009 | Kitt Peak     | Spacewatch          | —         | MPC                           |
| 410860           | 2009 RS51  | 15 set 2009 | Kitt Peak     | Spacewatch          | —         | MPC                           |
| 410861           | 2009 RE53  | 15 set 2009 | Kitt Peak     | Spacewatch          | —         | MPC                           |
| 410862           | 2009 RM53  | 15 set 2009 | Kitt Peak     | Spacewatch          | —         | MPC                           |
| 410863           | 2009 RJ70  | 12 set 2009 | Kitt Peak     | Spacewatch          | Brangane  | MPC                           |
| 410864           | 2009 RT72  | 15 set 2009 | Kitt Peak     | Spacewatch          | —         | MPC                           |
| 410865           | 2009 RZ72  | 15 set 2009 | Kitt Peak     | Spacewatch          | —         | MPC                           |
| 410866           | 2009 RL75  | 15 set 2009 | Kitt Peak     | Spacewatch          | —         | MPC                           |
| 410867           | 2009 RU75  | 15 set 2009 | Kitt Peak     | Spacewatch          | —         | MPC                           |
| 410868           | 2009 RC76  | 15 set 2009 | Kitt Peak     | Spacewatch          | —         | MPC                           |
| 410869           | 2009 SS13  | 16 set 2009 | Mount Lemmon  | Mount Lemmon Survey | Eos       | MPC                           |
| 410870           | 2009 SR14  | 18 abr 2007 | Mount Lemmon  | Mount Lemmon Survey | —         | MPC                           |
| 410871           | 2009 SW21  | 18 set 2009 | Catalina      | CSS                 | —         | MPC                           |
| 410872           | 2009 SW23  | 16 set 2009 | Kitt Peak     | Spacewatch          | —         | MPC                           |
| 410873           | 2009 SM29  | 16 set 2009 | Kitt Peak     | Spacewatch          | Brangane  | MPC                           |
| 410874           | 2009 SB32  | 16 set 2009 | Mount Lemmon  | Mount Lemmon Survey | —         | MPC                           |
| 410875           | 2009 SB33  | 16 set 2009 | Kitt Peak     | Spacewatch          | —         | MPC                           |
| 410876           | 2009 SH33  | 16 set 2009 | Kitt Peak     | Spacewatch          | —         | MPC                           |
| 410877           | 2009 SB37  | 16 set 2009 | Kitt Peak     | Spacewatch          | —         | MPC                           |
| 410878           | 2009 SH39  | 16 set 2009 | Kitt Peak     | Spacewatch          | —         | MPC                           |
| 410879           | 2009 SN39  | 16 set 2009 | Kitt Peak     | Spacewatch          | Brangane  | MPC                           |
| 410880           | 2009 SZ42  | 16 set 2009 | Kitt Peak     | Spacewatch          | —         | MPC                           |
| 410881           | 2009 SZ43  | 16 set 2009 | Kitt Peak     | Spacewatch          | —         | MPC                           |
| 410882           | 2009 SM47  | 16 set 2009 | Kitt Peak     | Spacewatch          | Brangane  | MPC                           |
| 410883           | 2009 SZ47  | 16 set 2009 | Kitt Peak     | Spacewatch          | —         | MPC                           |
| 410884           | 2009 SB49  | 16 set 2009 | Mount Lemmon  | Mount Lemmon Survey | —         | MPC                           |
| 410885           | 2009 SV51  | 17 set 2009 | Mount Lemmon  | Mount Lemmon Survey | Brangane  | MPC                           |
| 410886           | 2009 SW56  | 17 set 2009 | Kitt Peak     | Spacewatch          | —         | MPC                           |
| 410887           | 2009 SR59  | 17 set 2009 | Kitt Peak     | Spacewatch          | —         | MPC                           |
| 410888           | 2009 SW65  | 17 set 2009 | Kitt Peak     | Spacewatch          | —         | MPC                           |
| 410889           | 2009 SW66  | 17 set 2009 | Kitt Peak     | Spacewatch          | —         | MPC                           |
| 410890           | 2009 SC68  | 17 set 2009 | Kitt Peak     | Spacewatch          | —         | MPC                           |
| 410891           | 2009 SQ71  | 17 set 2009 | Mount Lemmon  | Mount Lemmon Survey | —         | MPC                           |
| 410892           | 2009 SC73  | 15 ago 2009 | Kitt Peak     | Spacewatch          | —         | MPC                           |
| 410893           | 2009 SJ74  | 17 set 2009 | Kitt Peak     | Spacewatch          | —         | MPC                           |
| 410894           | 2009 SM74  | 17 set 2009 | Kitt Peak     | Spacewatch          | —         | MPC                           |
| 410895           | 2009 SD88  | 18 set 2009 | Kitt Peak     | Spacewatch          | —         | MPC                           |
| 410896           | 2009 SD97  | 7 out 2004  | Kitt Peak     | Spacewatch          | —         | MPC                           |
| 410897           | 2009 SQ111 | 18 set 2009 | Kitt Peak     | Spacewatch          | —         | MPC                           |
| 410898           | 2009 SX116 | 18 set 2009 | Kitt Peak     | Spacewatch          | —         | MPC                           |
| 410899           | 2009 SU117 | 18 set 2009 | Kitt Peak     | Spacewatch          | —         | MPC                           |
| 410900           | 2009 SE123 | 18 set 2009 | Kitt Peak     | Spacewatch          | —         | MPC                           |

## 410901–411000
| Designação          | Designação | Descoberta  | Descoberta      | Descobridor(es)     | Categoria | Mais informações / Referência |
| Permanente          | Provisória | Data        | Local           | Descobridor(es)     | Categoria | Mais informações / Referência |
| ------------------- | ---------- | ----------- | --------------- | ------------------- | --------- | ----------------------------- |
| 410901              | 2009 SG127 | 4 nov 2004  | Kitt Peak       | Spacewatch          | Brangane  | MPC                           |
| 410902              | 2009 SP130 | 18 set 2009 | Kitt Peak       | Spacewatch          | —         | MPC                           |
| 410903              | 2009 SN131 | 18 set 2009 | Kitt Peak       | Spacewatch          | —         | MPC                           |
| 410904              | 2009 SJ134 | 18 set 2009 | Kitt Peak       | Spacewatch          | —         | MPC                           |
| 410905              | 2009 SQ140 | 19 set 2009 | Kitt Peak       | Spacewatch          | —         | MPC                           |
| 410906              | 2009 SZ142 | 19 set 2009 | Kitt Peak       | Spacewatch          | —         | MPC                           |
| 410907              | 2009 SC154 | 23 out 2004 | Kitt Peak       | Spacewatch          | —         | MPC                           |
| 410908              | 2009 SR155 | 20 set 2009 | Kitt Peak       | Spacewatch          | —         | MPC                           |
| 410909              | 2009 SO160 | 20 set 2009 | Kitt Peak       | Spacewatch          | —         | MPC                           |
| 410910              | 2009 SN165 | 22 set 2009 | Kitt Peak       | Spacewatch          | —         | MPC                           |
| 410911              | 2009 SX169 | 17 set 2009 | Kitt Peak       | Spacewatch          | —         | MPC                           |
| 410912 Lisakaroline | 2009 SV170 | 26 set 2009 | Redshed         | H. Bachleitner      | —         | MPC                           |
| 410913              | 2009 SS181 | 11 abr 2007 | Mount Lemmon    | Mount Lemmon Survey | —         | MPC                           |
| 410914              | 2009 ST181 | 21 set 2009 | Mount Lemmon    | Mount Lemmon Survey | —         | MPC                           |
| 410915              | 2009 SN182 | 27 ago 2009 | Kitt Peak       | Spacewatch          | —         | MPC                           |
| 410916              | 2009 SO185 | 21 set 2009 | Kitt Peak       | Spacewatch          | —         | MPC                           |
| 410917              | 2009 SJ186 | 21 set 2009 | Kitt Peak       | Spacewatch          | —         | MPC                           |
| 410918              | 2009 SJ199 | 22 set 2009 | Kitt Peak       | Spacewatch          | —         | MPC                           |
| 410919              | 2009 SF204 | 22 set 2009 | Kitt Peak       | Spacewatch          | —         | MPC                           |
| 410920              | 2009 SE209 | 15 set 2009 | Kitt Peak       | Spacewatch          | Brangane  | MPC                           |
| 410921              | 2009 SP214 | 23 set 2009 | Kitt Peak       | Spacewatch          | Eos       | MPC                           |
| 410922              | 2009 SU225 | 26 set 2009 | Mount Lemmon    | Mount Lemmon Survey | —         | MPC                           |
| 410923              | 2009 SL231 | 17 ago 2009 | Kitt Peak       | Spacewatch          | Brangane  | MPC                           |
| 410924              | 2009 SY231 | 19 set 2009 | Kitt Peak       | Spacewatch          | —         | MPC                           |
| 410925              | 2009 SH232 | 19 set 2009 | Kitt Peak       | Spacewatch          | —         | MPC                           |
| 410926              | 2009 SQ233 | 29 abr 2003 | Kitt Peak       | Spacewatch          | —         | MPC                           |
| 410927              | 2009 SC239 | 17 set 2009 | Catalina        | CSS                 | —         | MPC                           |
| 410928 Maidbronn    | 2009 ST242 | 28 set 2009 | Maidbronn       | B. Häusler          | —         | MPC                           |
| 410929              | 2009 SY250 | 20 set 2009 | Kitt Peak       | Spacewatch          | —         | MPC                           |
| 410930              | 2009 SW253 | 25 set 2009 | Kitt Peak       | Spacewatch          | —         | MPC                           |
| 410931              | 2009 SF254 | 16 set 2009 | Kitt Peak       | Spacewatch          | Brangane  | MPC                           |
| 410932              | 2009 SH263 | 23 set 2009 | Mount Lemmon    | Mount Lemmon Survey | —         | MPC                           |
| 410933              | 2009 SE265 | 23 set 2009 | Mount Lemmon    | Mount Lemmon Survey | —         | MPC                           |
| 410934              | 2009 SA270 | 12 set 2009 | Kitt Peak       | Spacewatch          | —         | MPC                           |
| 410935              | 2009 SD270 | 24 set 2009 | Kitt Peak       | Spacewatch          | Eos       | MPC                           |
| 410936              | 2009 SE270 | 20 set 2009 | Kitt Peak       | Spacewatch          | —         | MPC                           |
| 410937              | 2009 SH271 | 24 set 2009 | Kitt Peak       | Spacewatch          | —         | MPC                           |
| 410938              | 2009 SN277 | 25 set 2009 | Kitt Peak       | Spacewatch          | —         | MPC                           |
| 410939              | 2009 SG281 | 17 set 2009 | Kitt Peak       | Spacewatch          | —         | MPC                           |
| 410940              | 2009 SV284 | 25 set 2009 | Mount Lemmon    | Mount Lemmon Survey | —         | MPC                           |
| 410941              | 2009 SH287 | 25 set 2009 | Kitt Peak       | Spacewatch          | —         | MPC                           |
| 410942              | 2009 SJ287 | 25 set 2009 | Kitt Peak       | Spacewatch          | —         | MPC                           |
| 410943              | 2009 SZ293 | 27 set 2009 | Kitt Peak       | Spacewatch          | —         | MPC                           |
| 410944              | 2009 SB294 | 15 set 2009 | Kitt Peak       | Spacewatch          | —         | MPC                           |
| 410945              | 2009 ST296 | 28 set 2009 | Kitt Peak       | Spacewatch          | —         | MPC                           |
| 410946              | 2009 ST311 | 18 set 2009 | Mount Lemmon    | Mount Lemmon Survey | —         | MPC                           |
| 410947              | 2009 SZ316 | 28 ago 2009 | Kitt Peak       | Spacewatch          | —         | MPC                           |
| 410948              | 2009 SK327 | 25 set 2009 | Catalina        | CSS                 | —         | MPC                           |
| 410949              | 2009 SH329 | 16 set 2009 | Mount Lemmon    | Mount Lemmon Survey | —         | MPC                           |
| 410950              | 2009 SS332 | 4 out 2004  | Kitt Peak       | Spacewatch          | —         | MPC                           |
| 410951              | 2009 SM339 | 15 jan 2005 | Catalina        | CSS                 | Juno      | MPC                           |
| 410952              | 2009 SD340 | 16 set 2009 | Kitt Peak       | Spacewatch          | —         | MPC                           |
| 410953              | 2009 ST345 | 19 set 2009 | Kitt Peak       | Spacewatch          | —         | MPC                           |
| 410954              | 2009 SX347 | 17 set 2009 | Kitt Peak       | Spacewatch          | Brangane  | MPC                           |
| 410955              | 2009 SN349 | 21 set 2009 | Mount Lemmon    | Mount Lemmon Survey | —         | MPC                           |
| 410956              | 2009 SP349 | 23 set 2009 | Kitt Peak       | Spacewatch          | —         | MPC                           |
| 410957              | 2009 SU349 | 18 set 2009 | Kitt Peak       | Spacewatch          | —         | MPC                           |
| 410958              | 2009 SA353 | 20 set 2009 | Kitt Peak       | Spacewatch          | —         | MPC                           |
| 410959              | 2009 SS353 | 27 set 2009 | Kitt Peak       | Spacewatch          | —         | MPC                           |
| 410960              | 2009 SV353 | 19 set 2009 | Kitt Peak       | Spacewatch          | —         | MPC                           |
| 410961              | 2009 SU356 | 18 set 2009 | Kitt Peak       | Spacewatch          | —         | MPC                           |
| 410962              | 2009 SO358 | 17 set 2009 | Kitt Peak       | Spacewatch          | —         | MPC                           |
| 410963              | 2009 SS360 | 17 set 2009 | Kitt Peak       | Spacewatch          | Brangane  | MPC                           |
| 410964              | 2009 SX360 | 21 set 2009 | Mount Lemmon    | Mount Lemmon Survey | —         | MPC                           |
| 410965              | 2009 TG4   | 13 out 2009 | Tzec Maun       | E. Schwab           | —         | MPC                           |
| 410966              | 2009 TK7   | 13 out 2009 | La Sagra        | Mallorca Obs.       | —         | MPC                           |
| 410967              | 2009 TX7   | 1 out 2009  | Mount Lemmon    | Mount Lemmon Survey | Eos       | MPC                           |
| 410968              | 2009 TO9   | 14 out 2009 | Bisei SG Center | BATTeRS             | —         | MPC                           |
| 410969              | 2009 TG12  | 14 out 2009 | Catalina        | CSS                 | Brangane  | MPC                           |
| 410970              | 2009 TK19  | 20 set 2009 | Mount Lemmon    | Mount Lemmon Survey | —         | MPC                           |
| 410971              | 2009 TN19  | 11 out 2009 | Mount Lemmon    | Mount Lemmon Survey | —         | MPC                           |
| 410972              | 2009 TB35  | 14 out 2009 | La Sagra        | Mallorca Obs.       | —         | MPC                           |
| 410973              | 2009 TW39  | 14 out 2009 | Catalina        | CSS                 | —         | MPC                           |
| 410974              | 2009 TJ41  | 14 out 2009 | Catalina        | CSS                 | —         | MPC                           |
| 410975              | 2009 TL41  | 14 set 2009 | Kitt Peak       | Spacewatch          | —         | MPC                           |
| 410976              | 2009 TR44  | 14 out 2009 | Kitt Peak       | Spacewatch          | —         | MPC                           |
| 410977              | 2009 TW45  | 11 out 2009 | Mount Lemmon    | Mount Lemmon Survey | —         | MPC                           |
| 410978              | 2009 TE46  | 14 out 2009 | Kitt Peak       | Spacewatch          | —         | MPC                           |
| 410979              | 2009 TH46  | 1 out 2009  | Kitt Peak       | Spacewatch          | —         | MPC                           |
| 410980              | 2009 TQ46  | 14 out 2009 | Catalina        | CSS                 | —         | MPC                           |
| 410981              | 2009 TE47  | 12 out 2009 | La Sagra        | Mallorca Obs.       | —         | MPC                           |
| 410982              | 2009 TK47  | 6 out 2005  | Mount Lemmon    | Mount Lemmon Survey | —         | MPC                           |
| 410983              | 2009 UX    | 17 out 2009 | Tzec Maun       | Tzec Maun Obs.      | —         | MPC                           |
| 410984              | 2009 UR9   | 16 out 2009 | Mount Lemmon    | Mount Lemmon Survey | —         | MPC                           |
| 410985              | 2009 UQ15  | 17 out 2009 | La Sagra        | Mallorca Obs.       | —         | MPC                           |
| 410986              | 2009 UQ17  | 14 out 2009 | Catalina        | CSS                 | —         | MPC                           |
| 410987              | 2009 UT21  | 28 set 2009 | Mount Lemmon    | Mount Lemmon Survey | —         | MPC                           |
| 410988              | 2009 US24  | 18 out 2009 | Mount Lemmon    | Mount Lemmon Survey | —         | MPC                           |
| 410989              | 2009 UE25  | 18 out 2009 | Mount Lemmon    | Mount Lemmon Survey | —         | MPC                           |
| 410990              | 2009 UH27  | 21 out 2009 | Catalina        | CSS                 | —         | MPC                           |
| 410991              | 2009 UQ27  | 21 out 2009 | Catalina        | CSS                 | —         | MPC                           |
| 410992              | 2009 UG32  | 18 out 2009 | Mount Lemmon    | Mount Lemmon Survey | —         | MPC                           |
| 410993              | 2009 UH35  | 19 set 2009 | Mount Lemmon    | Mount Lemmon Survey | —         | MPC                           |
| 410994              | 2009 UM35  | 21 out 2009 | Mount Lemmon    | Mount Lemmon Survey | —         | MPC                           |
| 410995              | 2009 UV37  | 22 out 2009 | Mount Lemmon    | Mount Lemmon Survey | Brangane  | MPC                           |
| 410996              | 2009 UZ37  | 22 out 2009 | Mount Lemmon    | Mount Lemmon Survey | —         | MPC                           |
| 410997              | 2009 US39  | 22 out 2009 | Catalina        | CSS                 | —         | MPC                           |
| 410998              | 2009 UD44  | 18 out 2009 | Mount Lemmon    | Mount Lemmon Survey | —         | MPC                           |
| 410999              | 2009 UK44  | 23 set 2009 | Kitt Peak       | Spacewatch          | —         | MPC                           |
| 411000              | 2009 UM44  | 22 set 2009 | Mount Lemmon    | Mount Lemmon Survey | —         | MPC                           |